# Eleições autárquicas de 2013 em Vila Nova de Famalicão
As eleições autárquicas de 2013 serviram para eleger os membros dos órgãos do poder local no Concelho de Vila Nova de Famalicão.
Os resultados deram uma vitória à coligação PSD-CDS e, ao seu candidato Paulo Cunha, conquistando 58,55% dos votos. É de referir que a coligação PSD-CDS conquistou maioria absoluta em vereadores, na Assembleia Municipal e nas Assembleias de Freguesia.

## Tabela de resultados
Os resultados para os diferentes órgãos do poder local no Concelho de Vila Nova de Famalicão foram os seguintes:

## Mapa

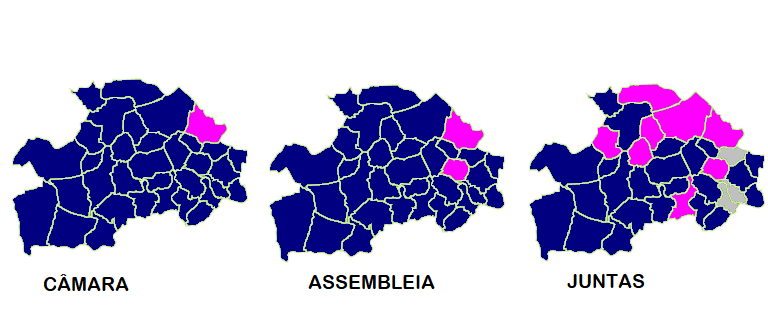
Partido mais votado por Freguesia

### Câmara Municipal e Vereadores
| Partido                 | Partido                        | Votos   | %               | +/-  | Vereadores | +/-     |
| ----------------------- | ------------------------------ | ------- | --------------- | ---- | ---------- | ------- |
|                         | PSD-CDS                        | 44 712  | 58,55 / 100,00  | 2,61 | 7 / 11     | Estável |
|                         | Partido Socialista             | 24 267  | 31,78 / 100,00  | 1,70 | 4 / 11     | Estável |
|                         | Coligação Democrática Unitária | 2 823   | 3,70 / 100,00   | 2,17 | 0 / 11     | Estável |
|                         | Bloco de Esquerda              | 1 237   | 1,62 / 100,00   | 4,06 | 0 / 11     | Estável |
| Votos Inválidos         | Votos Inválidos                | 3 327   | 4,36 / 100,00   | 1,94 |            |         |
| Total                   | Total                          | 76 366  | 100,00 / 100,00 |      | 11 / 11    |         |
| Eleitorado/Participação | Eleitorado/Participação        | 118 128 | 64,65 / 100,00  | 5,16 |            |         |

### Assembleia Municipal
| Partido                 | Partido                        | Votos   | %               | +/-  | Deputados | +/- |
| ----------------------- | ------------------------------ | ------- | --------------- | ---- | --------- | --- |
|                         | PSD-CDS                        | 41 646  | 54,53 / 100,00  | 3,27 | 21 / 35   | 6   |
|                         | Partido Socialista             | 25 234  | 33,04 / 100,00  | 1,28 | 12 / 35   | 4   |
|                         | Coligação Democrática Unitária | 3 593   | 4,70 / 100,00   | 3,17 | 1 / 35    | 3   |
|                         | Bloco de Esquerda              | 2 060   | 2,70 / 100,00   | 3,84 | 1 / 35    | 2   |
| Votos Inválidos         | Votos Inválidos                | 3 843   | 5,03 / 100,00   | 2,45 |           |     |
| Total                   | Total                          | 76 376  | 100,00 / 100,00 |      | 35 / 35   | 15  |
| Eleitorado/Participação | Eleitorado/Participação        | 118 128 | 64,66 / 100,00  | 5,14 |           |     |

### Assembleias de Freguesia
| Partido                 | Partido                        | Votos   | %               | +/-  | Presidentes | Mandatos  | +/- |
| ----------------------- | ------------------------------ | ------- | --------------- | ---- | ----------- | --------- | --- |
|                         | PSD-CDS                        | 37 810  | 49,95 / 100,00  | 1,35 | 23 / 34     | 178 / 322 | 73  |
|                         | Partido Socialista             | 26 538  | 35,06 / 100,00  | 1,36 | 8 / 34      | 121 / 322 | 23  |
|                         | Grupo de Cidadãos              | 3 812   | 5,04 / 100,00   | 1,02 | 3 / 34      | 20 / 322  | 9   |
|                         | Coligação Democrática Unitária | 3 422   | 4,52 / 100,00   | 0,25 | 0 / 34      | 3 / 322   | 11  |
|                         | Bloco de Esquerda              | 588     | 0,78 / 100,00   | 0,85 | 0 / 34      | 0 / 322   | 1   |
| Votos Inválidos         | Votos Inválidos                | 3 527   | 4,66 / 100,00   | 2,16 |             |           |     |
| Total                   | Total                          | 75 697  | 100,00 / 100,00 |      | 34 / 34     | 322 / 322 | 117 |
| Eleitorado/Participação | Eleitorado/Participação        | 118 128 | 64,08 / 100,00  | 5,73 |             |           |     |

## Resultados por Freguesia

### Câmara Municipal
| Freguesia                           | %        | %     | %     | %    | Votantes |
| Freguesia                           | PSD -CDS | PS    | CDU   | BE   | Votantes |
| ----------------------------------- | -------- | ----- | ----- | ---- | -------- |
| Antas e Abade de Vermoim            | 63,90    | 27,35 | 2,45  | 2,17 | 3 546    |
| Arnoso e Sezures                    | 53,43    | 36,85 | 4,20  | 1,79 | 2 407    |
| Avidos e Lagoa                      | 68,64    | 23,19 | 3,12  | 1,26 | 1 505    |
| Bairro                              | 62,76    | 27,19 | 3,64  | 2,12 | 1 979    |
| Brufe                               | 67,51    | 24,38 | 3,45  | 0,85 | 1 419    |
| Carreira e Bente                    | 56,04    | 36,71 | 3,66  | 0,65 | 1 531    |
| Castelões                           | 46,07    | 45,56 | 3,50  | 1,11 | 1 170    |
| Cruz                                | 53,25    | 40,33 | 1,73  | 1,30 | 1 153    |
| Delães                              | 47,36    | 38,42 | 6,52  | 2,55 | 2 194    |
| Esmeriz e Cabeçudos                 | 70,28    | 21,61 | 1,74  | 2,06 | 2 184    |
| Fradelos                            | 63,96    | 31,50 | 0,75  | 0,57 | 2 270    |
| Gavião                              | 59,81    | 31,87 | 2,42  | 1,46 | 2 187    |
| Gondifelos, Cavalões e Outiz        | 63,09    | 29,08 | 2,61  | 1,06 | 2 837    |
| Joane                               | 45,48    | 45,76 | 2,88  | 1,60 | 4 576    |
| Landim                              | 50,31    | 42,28 | 1,82  | 1,88 | 1 755    |
| Lemenhe, Mouquim e Jesufrei         | 59,81    | 31,79 | 1,63  | 1,31 | 2 145    |
| Louro                               | 58,76    | 35,36 | 1,19  | 0,99 | 1 513    |
| Lousado                             | 60,13    | 30,34 | 3,69  | 1,46 | 2 330    |
| Mogege                              | 53,86    | 38,35 | 3,34  | 1,51 | 1 257    |
| Nine                                | 64,39    | 27,52 | 2,56  | 0,91 | 1 755    |
| Oliveira (Santa Maria)              | 57,59    | 28,26 | 6,00  | 3,83 | 2 035    |
| Oliveira (São Mateus)               | 44,25    | 34,68 | 15,22 | 1,86 | 1 505    |
| Pedome                              | 49,39    | 39,59 | 6,38  | 1,14 | 1 316    |
| Pousada de Saramagos                | 60,31    | 30,52 | 3,99  | 1,18 | 1 353    |
| Requião                             | 71,13    | 22,15 | 2,10  | 1,13 | 1 860    |
| Riba de Ave                         | 40,22    | 35,32 | 16,51 | 3,35 | 1 999    |
| Ribeirão                            | 75,21    | 16,89 | 2,46  | 1,39 | 4 760    |
| Ruivães e Novais                    | 51,21    | 40,29 | 2,59  | 1,37 | 1 894    |
| Seide                               | 66,44    | 25,77 | 1,28  | 1,38 | 1 013    |
| Vale (São Cosme), Telhado e Portela | 55,77    | 35,31 | 2,72  | 1,11 | 3 231    |
| Vale (São Martinho)                 | 58,32    | 33,52 | 1,94  | 1,21 | 1 238    |
| Vermoim                             | 53,71    | 37,96 | 4,39  | 1,20 | 1 752    |
| Vila Nova de Famalicão e Calendário | 58,58    | 29,52 | 4,08  | 2,04 | 9 871    |
| Vilarinho das Cambas                | 66,22    | 27,60 | 0,73  | 0,97 | 826      |
| Vila Nova de Famalicão              | 58,55    | 31,78 | 3,70  | 1,62 | 76 366   |

#### Antas e Abade de Vermoim
| Partido                 | Partido                        | Votos | %               | +/-  |
| ----------------------- | ------------------------------ | ----- | --------------- | ---- |
|                         | PSD-CDS                        | 2 266 | 63,90 / 100,00  | 6,29 |
|                         | Partido Socialista             | 970   | 27,35 / 100,00  | 6,33 |
|                         | Coligação Democrática Unitária | 87    | 2,45 / 100,00   | 0,40 |
|                         | Bloco de Esquerda              | 77    | 2,17 / 100,00   | 0,68 |
| Votos Inválidos         | Votos Inválidos                | 146   | 4,11 / 100,00   | 1,10 |
| Total                   | Total                          | 3 546 | 100,00 / 100,00 |      |
| Eleitorado/Participação | Eleitorado/Participação        | 5 867 | 60,44 / 100,00  | 4,16 |

#### Arnoso e Sezures
| Partido                 | Partido                        | Votos | %               | +/-  |
| ----------------------- | ------------------------------ | ----- | --------------- | ---- |
|                         | PSD-CDS                        | 1 286 | 53,43 / 100,00  | 4,37 |
|                         | Partido Socialista             | 887   | 36,85 / 100,00  | 5,49 |
|                         | Coligação Democrática Unitária | 101   | 4,20 / 100,00   | 2,09 |
|                         | Bloco de Esquerda              | 43    | 1,79 / 100,00   | 0,76 |
| Votos Inválidos         | Votos Inválidos                | 90    | 3,73 / 100,00   | 1,72 |
| Total                   | Total                          | 2 407 | 100,00 / 100,00 |      |
| Eleitorado/Participação | Eleitorado/Participação        | 3 180 | 75,69 / 100,00  | 4,34 |

#### Avidos e Lagoa
| Partido                 | Partido                        | Votos | %               | +/-   |
| ----------------------- | ------------------------------ | ----- | --------------- | ----- |
|                         | PSD-CDS                        | 1 033 | 68,64 / 100,00  | 3,88  |
|                         | Partido Socialista             | 349   | 23,19 / 100,00  | 2,32  |
|                         | Coligação Democrática Unitária | 47    | 3,12 / 100,00   | 1,32  |
|                         | Bloco de Esquerda              | 19    | 1,26 / 100,00   | 0,88  |
| Votos Inválidos         | Votos Inválidos                | 57    | 3,79 / 100,00   | 1,13  |
| Total                   | Total                          | 1 505 | 100,00 / 100,00 |       |
| Eleitorado/Participação | Eleitorado/Participação        | 2 271 | 66,27 / 100,00  | 12,14 |

#### Bairro
| Partido                 | Partido                        | Votos | %               | +/-  |
| ----------------------- | ------------------------------ | ----- | --------------- | ---- |
|                         | PSD-CDS                        | 1 242 | 62,76 / 100,00  | 0,57 |
|                         | Partido Socialista             | 538   | 27,19 / 100,00  | 1,27 |
|                         | Coligação Democrática Unitária | 72    | 3,64 / 100,00   | 0,28 |
|                         | Bloco de Esquerda              | 42    | 2,12 / 100,00   | 0,05 |
| Votos Inválidos         | Votos Inválidos                | 85    | 4,30 / 100,00   | 1,62 |
| Total                   | Total                          | 1 979 | 100,00 / 100,00 |      |
| Eleitorado/Participação | Eleitorado/Participação        | 3 330 | 59,43 / 100,00  | 0,96 |

#### Brufe
| Partido                 | Partido                        | Votos | %               | +/-  |
| ----------------------- | ------------------------------ | ----- | --------------- | ---- |
|                         | PSD-CDS                        | 958   | 67,51 / 100,00  | 2,86 |
|                         | Partido Socialista             | 346   | 24,38 / 100,00  | 4,60 |
|                         | Coligação Democrática Unitária | 49    | 3,45 / 100,00   | 0,40 |
|                         | Bloco de Esquerda              | 12    | 0,85 / 100,00   | 0,84 |
| Votos Inválidos         | Votos Inválidos                | 54    | 3,81 / 100,00   | 2,19 |
| Total                   | Total                          | 1 419 | 100,00 / 100,00 |      |
| Eleitorado/Participação | Eleitorado/Participação        | 2 062 | 68,82 / 100,00  | 5,06 |

#### Carreira e Bente
| Partido                 | Partido                        | Votos | %               | +/-  |
| ----------------------- | ------------------------------ | ----- | --------------- | ---- |
|                         | PSD-CDS                        | 858   | 56,04 / 100,00  | 0,24 |
|                         | Partido Socialista             | 562   | 36,71 / 100,00  | 1,26 |
|                         | Coligação Democrática Unitária | 56    | 3,66 / 100,00   | 0,91 |
|                         | Bloco de Esquerda              | 10    | 0,65 / 100,00   | 1,72 |
| Votos Inválidos         | Votos Inválidos                | 45    | 2,94 / 100,00   | 1,61 |
| Total                   | Total                          | 1 531 | 100,00 / 100,00 |      |
| Eleitorado/Participação | Eleitorado/Participação        | 2 449 | 62,52 / 100,00  | 6,36 |

#### Castelões
| Partido                 | Partido                        | Votos | %               | +/-  |
| ----------------------- | ------------------------------ | ----- | --------------- | ---- |
|                         | PSD-CDS                        | 539   | 46,07 / 100,00  | 4,40 |
|                         | Partido Socialista             | 533   | 45,56 / 100,00  | 4,65 |
|                         | Coligação Democrática Unitária | 41    | 3,50 / 100,00   | 0,34 |
|                         | Bloco de Esquerda              | 13    | 1,11 / 100,00   | 1,71 |
| Votos Inválidos         | Votos Inválidos                | 44    | 3,76 / 100,00   | 1,62 |
| Total                   | Total                          | 1 170 | 100,00 / 100,00 |      |
| Eleitorado/Participação | Eleitorado/Participação        | 1 733 | 67,51 / 100,00  | 2,48 |

#### Cruz
| Partido                 | Partido                        | Votos | %               | +/-  |
| ----------------------- | ------------------------------ | ----- | --------------- | ---- |
|                         | PSD-CDS                        | 614   | 53,25 / 100,00  | 2,71 |
|                         | Partido Socialista             | 465   | 40,33 / 100,00  | 2,88 |
|                         | Coligação Democrática Unitária | 20    | 1,73 / 100,00   | 0,76 |
|                         | Bloco de Esquerda              | 15    | 1,30 / 100,00   | 0,36 |
| Votos Inválidos         | Votos Inválidos                | 39    | 3,38 / 100,00   | 0,21 |
| Total                   | Total                          | 1 153 | 100,00 / 100,00 |      |
| Eleitorado/Participação | Eleitorado/Participação        | 1 469 | 78,49 / 100,00  | 1,22 |

#### Delães
| Partido                 | Partido                        | Votos | %               | +/-  |
| ----------------------- | ------------------------------ | ----- | --------------- | ---- |
|                         | PSD-CDS                        | 1 039 | 47,36 / 100,00  | 8,46 |
|                         | Partido Socialista             | 843   | 38,42 / 100,00  | 3,77 |
|                         | Coligação Democrática Unitária | 143   | 6,52 / 100,00   | 2,91 |
|                         | Bloco de Esquerda              | 56    | 2,55 / 100,00   | 0,14 |
| Votos Inválidos         | Votos Inválidos                | 113   | 5,15 / 100,00   | 1,92 |
| Total                   | Total                          | 2 194 | 100,00 / 100,00 |      |
| Eleitorado/Participação | Eleitorado/Participação        | 3 727 | 58,87 / 100,00  | 6,77 |

#### Esmeriz e Cabeçudos
| Partido                 | Partido                        | Votos | %               | +/-  |
| ----------------------- | ------------------------------ | ----- | --------------- | ---- |
|                         | PSD-CDS                        | 1 535 | 70,28 / 100,00  | 1,32 |
|                         | Partido Socialista             | 472   | 21,61 / 100,00  | 1,32 |
|                         | Bloco de Esquerda              | 45    | 2,06 / 100,00   | 0,51 |
|                         | Coligação Democrática Unitária | 38    | 1,74 / 100,00   | 0,58 |
| Votos Inválidos         | Votos Inválidos                | 94    | 4,30 / 100,00   | 1,55 |
| Total                   | Total                          | 2 184 | 100,00 / 100,00 |      |
| Eleitorado/Participação | Eleitorado/Participação        | 3 132 | 69,73 / 100,00  | 0,84 |

#### Fradelos
| Partido                 | Partido                        | Votos | %               | +/-  |
| ----------------------- | ------------------------------ | ----- | --------------- | ---- |
|                         | PSD-CDS                        | 1 452 | 63,96 / 100,00  | 1,02 |
|                         | Partido Socialista             | 715   | 31,50 / 100,00  | 2,43 |
|                         | Coligação Democrática Unitária | 17    | 0,75 / 100,00   | 0,28 |
|                         | Bloco de Esquerda              | 13    | 0,57 / 100,00   | 0,11 |
| Votos Inválidos         | Votos Inválidos                | 73    | 3,22 / 100,00   | 1,85 |
| Total                   | Total                          | 2 270 | 100,00 / 100,00 |      |
| Eleitorado/Participação | Eleitorado/Participação        | 3 268 | 69,46 / 100,00  | 6,10 |

#### Gavião
| Partido                 | Partido                        | Votos | %               | +/-   |
| ----------------------- | ------------------------------ | ----- | --------------- | ----- |
|                         | PSD-CDS                        | 1 308 | 59,81 / 100,00  | 11,31 |
|                         | Partido Socialista             | 697   | 31,87 / 100,00  | 11,95 |
|                         | Coligação Democrática Unitária | 53    | 2,42 / 100,00   | 0,04  |
|                         | Bloco de Esquerda              | 32    | 1,46 / 100,00   | 0,80  |
| Votos Inválidos         | Votos Inválidos                | 97    | 4,43 / 100,00   | 1,39  |
| Total                   | Total                          | 2 187 | 100,00 / 100,00 |       |
| Eleitorado/Participação | Eleitorado/Participação        | 3 394 | 64,44 / 100,00  | 4,48  |

#### Gondifelos, Cavalões e Outiz
| Partido                 | Partido                        | Votos | %               | +/-  |
| ----------------------- | ------------------------------ | ----- | --------------- | ---- |
|                         | PSD-CDS                        | 1 790 | 63,08 / 100,00  | 0,30 |
|                         | Partido Socialista             | 825   | 29,08 / 100,00  | 3,04 |
|                         | Coligação Democrática Unitária | 74    | 2,61 / 100,00   | 1,32 |
|                         | Bloco de Esquerda              | 30    | 1,06 / 100,00   | 0,93 |
| Votos Inválidos         | Votos Inválidos                | 118   | 4,16 / 100,00   | 2,34 |
| Total                   | Total                          | 2 837 | 100,00 / 100,00 |      |
| Eleitorado/Participação | Eleitorado/Participação        | 4 383 | 64,73 / 100,00  | 9,16 |

#### Joane
| Partido                 | Partido                        | Votos | %               | +/-  |
| ----------------------- | ------------------------------ | ----- | --------------- | ---- |
|                         | Partido Socialista             | 2 094 | 45,76 / 100,00  | 2,59 |
|                         | PSD-CDS                        | 2 081 | 45,48 / 100,00  | 3,80 |
|                         | Coligação Democrática Unitária | 132   | 2,88 / 100,00   | 0,52 |
|                         | Bloco de Esquerda              | 73    | 1,60 / 100,00   | 1,69 |
| Votos Inválidos         | Votos Inválidos                | 196   | 4,28 / 100,00   | 2,37 |
| Total                   | Total                          | 4 576 | 100,00 / 100,00 |      |
| Eleitorado/Participação | Eleitorado/Participação        | 6 860 | 66,71 / 100,00  | 3,35 |

#### Landim
| Partido                 | Partido                        | Votos | %               | +/-  |
| ----------------------- | ------------------------------ | ----- | --------------- | ---- |
|                         | PSD-CDS                        | 883   | 50,31 / 100,00  | 7,54 |
|                         | Partido Socialista             | 742   | 42,28 / 100,00  | 7,29 |
|                         | Bloco de Esquerda              | 33    | 1,88 / 100,00   | 1,08 |
|                         | Coligação Democrática Unitária | 32    | 1,82 / 100,00   | 0,02 |
| Votos Inválidos         | Votos Inválidos                | 65    | 3,70 / 100,00   | 1,35 |
| Total                   | Total                          | 1 755 | 100,00 / 100,00 |      |
| Eleitorado/Participação | Eleitorado/Participação        | 2 760 | 63,59 / 100,00  | 2,55 |

#### Lemenhe, Mouquim e Jesufrei
| Partido                 | Partido                        | Votos | %               | +/-  |
| ----------------------- | ------------------------------ | ----- | --------------- | ---- |
|                         | PSD-CDS                        | 1 283 | 59,81 / 100,00  | 3,45 |
|                         | Partido Socialista             | 682   | 31,79 / 100,00  | 5,27 |
|                         | Coligação Democrática Unitária | 35    | 1,63 / 100,00   | 0,05 |
|                         | Bloco de Esquerda              | 28    | 1,31 / 100,00   | 1,08 |
| Votos Inválidos         | Votos Inválidos                | 117   | 5,45 / 100,00   | 2,84 |
| Total                   | Total                          | 2 145 | 100,00 / 100,00 |      |
| Eleitorado/Participação | Eleitorado/Participação        | 2 838 | 75,58 / 100,00  | 4,76 |

#### Louro
| Partido                 | Partido                        | Votos | %               | +/-  |
| ----------------------- | ------------------------------ | ----- | --------------- | ---- |
|                         | PSD-CDS                        | 889   | 58,76 / 100,00  | 5,62 |
|                         | Partido Socialista             | 535   | 35,36 / 100,00  | 5,92 |
|                         | Coligação Democrática Unitária | 18    | 1,19 / 100,00   | 0,62 |
|                         | Bloco de Esquerda              | 15    | 0,99 / 100,00   | 0,95 |
| Votos Inválidos         | Votos Inválidos                | 56    | 3,70 / 100,00   | 1,26 |
| Total                   | Total                          | 1 513 | 100,00 / 100,00 |      |
| Eleitorado/Participação | Eleitorado/Participação        | 1 963 | 77,08 / 100,00  | 0,85 |

#### Lousado
| Partido                 | Partido                        | Votos | %               | +/-   |
| ----------------------- | ------------------------------ | ----- | --------------- | ----- |
|                         | PSD-CDS                        | 1 401 | 60,13 / 100,00  | 15,24 |
|                         | Partido Socialista             | 707   | 30,34 / 100,00  | 10,75 |
|                         | Coligação Democrática Unitária | 86    | 3,69 / 100,00   | 1,80  |
|                         | Bloco de Esquerda              | 34    | 1,46 / 100,00   | 0,01  |
| Votos Inválidos         | Votos Inválidos                | 102   | 4,38 / 100,00   | 2,68  |
| Total                   | Total                          | 2 330 | 100,00 / 100,00 |       |
| Eleitorado/Participação | Eleitorado/Participação        | 3 446 | 67,61 / 100,00  | 7,10  |

#### Mogege
| Partido                 | Partido                        | Votos | %               | +/-  |
| ----------------------- | ------------------------------ | ----- | --------------- | ---- |
|                         | PSD-CDS                        | 677   | 53,86 / 100,00  | 7,73 |
|                         | Partido Socialista             | 482   | 38,35 / 100,00  | 9,80 |
|                         | Coligação Democrática Unitária | 42    | 3,34 / 100,00   | 1,24 |
|                         | Bloco de Esquerda              | 19    | 1,51 / 100,00   | 1,13 |
| Votos Inválidos         | Votos Inválidos                | 37    | 2,95 / 100,00   | 0,31 |
| Total                   | Total                          | 1 257 | 100,00 / 100,00 |      |
| Eleitorado/Participação | Eleitorado/Participação        | 1 760 | 71,42 / 100,00  | 3,70 |

#### Nine
| Partido                 | Partido                        | Votos | %               | +/-  |
| ----------------------- | ------------------------------ | ----- | --------------- | ---- |
|                         | PSD-CDS                        | 1 130 | 64,39 / 100,00  | 5,03 |
|                         | Partido Socialista             | 483   | 27,52 / 100,00  | 7,87 |
|                         | Coligação Democrática Unitária | 45    | 2,56 / 100,00   | 0,95 |
|                         | Bloco de Esquerda              | 16    | 0,91 / 100,00   | 0,59 |
| Votos Inválidos         | Votos Inválidos                | 81    | 4,62 / 100,00   | 2,47 |
| Total                   | Total                          | 1 755 | 100,00 / 100,00 |      |
| Eleitorado/Participação | Eleitorado/Participação        | 2 603 | 67,42 / 100,00  | 8,18 |

#### Oliveira Santa Maria
| Partido                 | Partido                        | Votos | %               | +/-  |
| ----------------------- | ------------------------------ | ----- | --------------- | ---- |
|                         | PSD-CDS                        | 1 172 | 57,59 / 100,00  | 5,07 |
|                         | Partido Socialista             | 575   | 28,26 / 100,00  | 2,37 |
|                         | Coligação Democrática Unitária | 122   | 6,00 / 100,00   | 2,45 |
|                         | Bloco de Esquerda              | 78    | 3,83 / 100,00   | 2,06 |
| Votos Inválidos         | Votos Inválidos                | 88    | 4,33 / 100,00   | 2,33 |
| Total                   | Total                          | 2 035 | 100,00 / 100,00 |      |
| Eleitorado/Participação | Eleitorado/Participação        | 3 264 | 62,35 / 100,00  | 4,50 |

#### Oliveira São Mateus
| Partido                 | Partido                        | Votos | %               | +/-  |
| ----------------------- | ------------------------------ | ----- | --------------- | ---- |
|                         | PSD-CDS                        | 666   | 44,25 / 100,00  | 6,54 |
|                         | Partido Socialista             | 522   | 34,68 / 100,00  | 2,38 |
|                         | Coligação Democrática Unitária | 229   | 15,22 / 100,00  | 4,09 |
|                         | Bloco de Esquerda              | 28    | 1,86 / 100,00   | 1,67 |
| Votos Inválidos         | Votos Inválidos                | 60    | 3,99 / 100,00   | 1,74 |
| Total                   | Total                          | 1 505 | 100,00 / 100,00 |      |
| Eleitorado/Participação | Eleitorado/Participação        | 2 432 | 61,88 / 100,00  | 4,54 |

#### Pedome
| Partido                 | Partido                        | Votos | %               | +/-  |
| ----------------------- | ------------------------------ | ----- | --------------- | ---- |
|                         | PSD-CDS                        | 650   | 49,39 / 100,00  | 8,30 |
|                         | Partido Socialista             | 521   | 39,59 / 100,00  | 8,54 |
|                         | Coligação Democrática Unitária | 84    | 6,38 / 100,00   | 0,79 |
|                         | Bloco de Esquerda              | 15    | 1,14 / 100,00   | 2,69 |
| Votos Inválidos         | Votos Inválidos                | 46    | 3,50 / 100,00   | 1,66 |
| Total                   | Total                          | 1 316 | 100,00 / 100,00 |      |
| Eleitorado/Participação | Eleitorado/Participação        | 2 080 | 63,27 / 100,00  | 2,57 |

#### Pousada de Saramagos
| Partido                 | Partido                        | Votos | %               | +/-  |
| ----------------------- | ------------------------------ | ----- | --------------- | ---- |
|                         | PSD-CDS                        | 816   | 60,31 / 100,00  | 0,98 |
|                         | Partido Socialista             | 413   | 30,52 / 100,00  | 0,45 |
|                         | Coligação Democrática Unitária | 54    | 3,99 / 100,00   | 0,01 |
|                         | Bloco de Esquerda              | 16    | 1,18 / 100,00   | 0,67 |
| Votos Inválidos         | Votos Inválidos                | 54    | 3,99 / 100,00   | 2,07 |
| Total                   | Total                          | 1 353 | 100,00 / 100,00 |      |
| Eleitorado/Participação | Eleitorado/Participação        | 2 025 | 66,81 / 100,00  | 4,70 |

#### Requião
| Partido                 | Partido                        | Votos | %               | +/-  |
| ----------------------- | ------------------------------ | ----- | --------------- | ---- |
|                         | PSD-CDS                        | 1 323 | 71,13 / 100,00  | 4,97 |
|                         | Partido Socialista             | 412   | 22,15 / 100,00  | 4,59 |
|                         | Coligação Democrática Unitária | 39    | 2,10 / 100,00   | 0,17 |
|                         | Bloco de Esquerda              | 21    | 1,13 / 100,00   | 1,31 |
| Votos Inválidos         | Votos Inválidos                | 65    | 3,50 / 100,00   | 0,76 |
| Total                   | Total                          | 1 860 | 100,00 / 100,00 |      |
| Eleitorado/Participação | Eleitorado/Participação        | 2 865 | 64,92 / 100,00  | 5,42 |

#### Riba de Ave
| Partido                 | Partido                        | Votos | %               | +/-  |
| ----------------------- | ------------------------------ | ----- | --------------- | ---- |
|                         | PSD-CDS                        | 804   | 40,22 / 100,00  | 5,04 |
|                         | Partido Socialista             | 706   | 35,32 / 100,00  | 2,36 |
|                         | Coligação Democrática Unitária | 330   | 16,51 / 100,00  | 2,68 |
|                         | Bloco de Esquerda              | 67    | 3,35 / 100,00   | 1,99 |
| Votos Inválidos         | Votos Inválidos                | 92    | 4,60 / 100,00   | 1,99 |
| Total                   | Total                          | 1 999 | 100,00 / 100,00 |      |
| Eleitorado/Participação | Eleitorado/Participação        | 3 199 | 62,49 / 100,00  | 5,16 |

#### Ribeirão
| Partido                 | Partido                        | Votos | %               | +/-  |
| ----------------------- | ------------------------------ | ----- | --------------- | ---- |
|                         | PSD-CDS                        | 3 580 | 75,21 / 100,00  | 0,95 |
|                         | Partido Socialista             | 804   | 16,89 / 100,00  | 1,22 |
|                         | Coligação Democrática Unitária | 117   | 2,46 / 100,00   | 1,40 |
|                         | Bloco de Esquerda              | 66    | 1,39 / 100,00   | 0,68 |
| Votos Inválidos         | Votos Inválidos                | 193   | 4,06 / 100,00   | 2,03 |
| Total                   | Total                          | 4 760 | 100,00 / 100,00 |      |
| Eleitorado/Participação | Eleitorado/Participação        | 7 532 | 63,20 / 100,00  | 9,27 |

#### Ruivães e Novais
| Partido                 | Partido                        | Votos | %               | +/-  |
| ----------------------- | ------------------------------ | ----- | --------------- | ---- |
|                         | PSD-CDS                        | 970   | 51,21 / 100,00  | 3,80 |
|                         | Partido Socialista             | 763   | 40,29 / 100,00  | 3,18 |
|                         | Coligação Democrática Unitária | 49    | 2,59 / 100,00   | 0,15 |
|                         | Bloco de Esquerda              | 26    | 1,37 / 100,00   | 0,88 |
| Votos Inválidos         | Votos Inválidos                | 86    | 4,54 / 100,00   | 1,65 |
| Total                   | Total                          | 1 894 | 100,00 / 100,00 |      |
| Eleitorado/Participação | Eleitorado/Participação        | 2 885 | 65,65 / 100,00  | 5,55 |

#### Seide
| Partido                 | Partido                        | Votos | %               | +/-  |
| ----------------------- | ------------------------------ | ----- | --------------- | ---- |
|                         | PSD-CDS                        | 673   | 66,44 / 100,00  | 7,28 |
|                         | Partido Socialista             | 261   | 25,77 / 100,00  | 9,86 |
|                         | Bloco de Esquerda              | 14    | 1,38 / 100,00   | 0,11 |
|                         | Coligação Democrática Unitária | 13    | 1,28 / 100,00   | 0,21 |
| Votos Inválidos         | Votos Inválidos                | 52    | 5,14 / 100,00   | 2,91 |
| Total                   | Total                          | 1 013 | 100,00 / 100,00 |      |
| Eleitorado/Participação | Eleitorado/Participação        | 1 441 | 70,30 / 100,00  | 4,40 |

#### Vale São Cosme, Telhado e Portela
| Partido                 | Partido                        | Votos | %               | +/-  |
| ----------------------- | ------------------------------ | ----- | --------------- | ---- |
|                         | PSD-CDS                        | 1 802 | 55,77 / 100,00  | 2,35 |
|                         | Partido Socialista             | 1 141 | 35,31 / 100,00  | 0,28 |
|                         | Coligação Democrática Unitária | 88    | 2,72 / 100,00   | 0,40 |
|                         | Bloco de Esquerda              | 36    | 1,11 / 100,00   | 0,34 |
| Votos Inválidos         | Votos Inválidos                | 164   | 5,08 / 100,00   | 2,56 |
| Total                   | Total                          | 3 231 | 100,00 / 100,00 |      |
| Eleitorado/Participação | Eleitorado/Participação        | 4 845 | 66,69 / 100,00  | 5,59 |

#### Vale São Martinho
| Partido                 | Partido                        | Votos | %               | +/-  |
| ----------------------- | ------------------------------ | ----- | --------------- | ---- |
|                         | PSD-CDS                        | 722   | 58,32 / 100,00  | 0,07 |
|                         | Partido Socialista             | 415   | 33,52 / 100,00  | 2,01 |
|                         | Coligação Democrática Unitária | 24    | 1,94 / 100,00   | 1,25 |
|                         | Bloco de Esquerda              | 15    | 1,21 / 100,00   | 1,40 |
| Votos Inválidos         | Votos Inválidos                | 62    | 5,00 / 100,00   | 2,08 |
| Total                   | Total                          | 1 238 | 100,00 / 100,00 |      |
| Eleitorado/Participação | Eleitorado/Participação        | 1 837 | 67,39 / 100,00  | 8,54 |

#### Vermoim
| Partido                 | Partido                        | Votos | %               | +/-  |
| ----------------------- | ------------------------------ | ----- | --------------- | ---- |
|                         | PSD-CDS                        | 941   | 53,71 / 100,00  | 2,30 |
|                         | Partido Socialista             | 665   | 37,96 / 100,00  | 2,27 |
|                         | Coligação Democrática Unitária | 77    | 4,39 / 100,00   | 0,29 |
|                         | Bloco de Esquerda              | 21    | 1,20 / 100,00   | 1,06 |
| Votos Inválidos         | Votos Inválidos                | 48    | 2,74 / 100,00   | 0,80 |
| Total                   | Total                          | 1 752 | 100,00 / 100,00 |      |
| Eleitorado/Participação | Eleitorado/Participação        | 2 710 | 64,65 / 100,00  | 6,21 |

#### Vila Nova de Famalicão e Calendário
| Partido                 | Partido                        | Votos  | %               | +/-   |
| ----------------------- | ------------------------------ | ------ | --------------- | ----- |
|                         | PSD-CDS                        | 5 782  | 58,58 / 100,00  | 32,79 |
|                         | Partido Socialista             | 2 914  | 29,52 / 100,00  | 11,80 |
|                         | Coligação Democrática Unitária | 403    | 4,08 / 100,00   | 20,93 |
|                         | Bloco de Esquerda              | 201    | 2,04 / 100,00   | 26,17 |
| Votos Inválidos         | Votos Inválidos                | 571    | 5,79 / 100,00   | 2,51  |
| Total                   | Total                          | 9 871  | 100,00 / 100,00 |       |
| Eleitorado/Participação | Eleitorado/Participação        | 17 437 | 56,61 / 100,00  | 5,61  |

#### Vilarinho das Cambas
| Partido                 | Partido                        | Votos | %               | +/-  |
| ----------------------- | ------------------------------ | ----- | --------------- | ---- |
|                         | PSD-CDS                        | 547   | 66,22 / 100,00  | 0,40 |
|                         | Partido Socialista             | 228   | 27,60 / 100,00  | 1,18 |
|                         | Bloco de Esquerda              | 8     | 0,97 / 100,00   | 0,45 |
|                         | Coligação Democrática Unitária | 6     | 0,73 / 100,00   | 3,14 |
| Votos Inválidos         | Votos Inválidos                | 37    | 4,48 / 100,00   | 2,81 |
| Total                   | Total                          | 826   | 100,00 / 100,00 |      |
| Eleitorado/Participação | Eleitorado/Participação        | 1 081 | 76,41 / 100,00  | 1,65 |

### Assembleia Municipal
| Freguesia                           | %        | %     | %     | %    | Votantes |
| Freguesia                           | PSD -CDS | PS    | CDU   | BE   | Votantes |
| ----------------------------------- | -------- | ----- | ----- | ---- | -------- |
| Antas e Abade de Vermoim            | 58,91    | 28,71 | 3,53  | 3,50 | 3 546    |
| Arnoso e Sezures                    | 48,15    | 38,60 | 5,73  | 2,74 | 2 407    |
| Avidos e Lagoa                      | 65,58    | 24,25 | 3,39  | 2,06 | 1 505    |
| Bairro                              | 61,50    | 27,08 | 4,45  | 2,48 | 1 979    |
| Brufe                               | 63,99    | 24,17 | 5,07  | 2,68 | 1 419    |
| Carreira e Bente                    | 52,71    | 37,69 | 4,64  | 1,24 | 1 531    |
| Castelões                           | 40,63    | 49,44 | 4,36  | 1,63 | 1 169    |
| Cruz                                | 48,57    | 42,52 | 3,11  | 1,82 | 1 157    |
| Delães                              | 42,66    | 39,47 | 8,11  | 3,87 | 2 194    |
| Esmeriz e Cabeçudos                 | 67,63    | 22,21 | 2,52  | 2,79 | 2 184    |
| Fradelos                            | 60,28    | 33,07 | 1,67  | 0,97 | 2 271    |
| Gavião                              | 52,63    | 35,39 | 4,16  | 2,42 | 2 187    |
| Gondifelos, Cavalões e Outiz        | 59,15    | 31,16 | 3,03  | 2,04 | 2 837    |
| Joane                               | 42,42    | 46,31 | 3,82  | 2,73 | 4 578    |
| Landim                              | 44,56    | 44,33 | 2,74  | 3,42 | 1 755    |
| Lemenhe, Mouquim e Jesufrei         | 56,27    | 33,61 | 2,19  | 2,42 | 2 145    |
| Louro                               | 53,93    | 37,81 | 2,58  | 1,45 | 1 513    |
| Lousado                             | 57,12    | 30,99 | 5,41  | 1,93 | 2 330    |
| Mogege                              | 52,51    | 38,11 | 4,61  | 1,83 | 1 257    |
| Nine                                | 62,17    | 27,07 | 3,36  | 1,71 | 1 755    |
| Oliveira (Santa Maria)              | 54,20    | 27,57 | 6,44  | 6,68 | 2 035    |
| Oliveira (São Mateus)               | 41,00    | 34,68 | 17,00 | 3,06 | 1 505    |
| Pedome                              | 46,50    | 39,74 | 8,43  | 2,05 | 1 316    |
| Pousada de Saramagos                | 57,05    | 31,22 | 4,58  | 2,14 | 1 355    |
| Requião                             | 67,80    | 22,74 | 3,39  | 2,15 | 1 860    |
| Riba de Ave                         | 37,42    | 35,07 | 17,41 | 5,40 | 1 999    |
| Ribeirão                            | 73,48    | 17,15 | 2,73  | 2,23 | 4 758    |
| Ruivães e Novais                    | 46,81    | 41,95 | 4,06  | 2,06 | 1 895    |
| Seide                               | 62,07    | 27,78 | 2,96  | 1,87 | 1 015    |
| Vale (São Cosme), Telhado e Portela | 51,89    | 37,19 | 2,94  | 2,23 | 3 232    |
| Vale (São Martinho)                 | 54,52    | 35,06 | 2,42  | 2,02 | 1 238    |
| Vermoim                             | 48,97    | 39,16 | 5,99  | 2,45 | 1 752    |
| Vila Nova de Famalicão e Calendário | 52,08    | 31,97 | 5,19  | 3,66 | 9 871    |
| Vilarinho das Cambas                | 63,44    | 29,66 | 1,09  | 0,73 | 826      |
| Vila Nova de Famalicão              | 54,53    | 33,04 | 4,70  | 2,70 | 76 376   |

#### Antas e Abade de Vermoim
| Partido                 | Partido                        | Votos | %               | +/-  |
| ----------------------- | ------------------------------ | ----- | --------------- | ---- |
|                         | PSD-CDS                        | 2 089 | 58,91 / 100,00  | 4,37 |
|                         | Partido Socialista             | 1 018 | 28,71 / 100,00  | 4,95 |
|                         | Coligação Democrática Unitária | 125   | 3,53 / 100,00   | 0,42 |
|                         | Bloco de Esquerda              | 124   | 3,50 / 100,00   | 0,99 |
| Votos Inválidos         | Votos Inválidos                | 190   | 5,36 / 100,00   | 2,04 |
| Total                   | Total                          | 3 546 | 100,00 / 100,00 |      |
| Eleitorado/Participação | Eleitorado/Participação        | 5 867 | 60,44 / 100,00  | 4,16 |

#### Arnoso e Sezures
| Partido                 | Partido                        | Votos | %               | +/-  |
| ----------------------- | ------------------------------ | ----- | --------------- | ---- |
|                         | PSD-CDS                        | 1 159 | 48,15 / 100,00  | 4,03 |
|                         | Partido Socialista             | 929   | 38,60 / 100,00  | 5,08 |
|                         | Coligação Democrática Unitária | 138   | 5,73 / 100,00   | 2,25 |
|                         | Bloco de Esquerda              | 66    | 2,74 / 100,00   | 1,19 |
| Votos Inválidos         | Votos Inválidos                | 115   | 4,78 / 100,00   | 2,39 |
| Total                   | Total                          | 2 407 | 100,00 / 100,00 |      |
| Eleitorado/Participação | Eleitorado/Participação        | 3 180 | 75,69 / 100,00  | 4,34 |

#### Avidos e Lagoa
| Partido                 | Partido                        | Votos | %               | +/-   |
| ----------------------- | ------------------------------ | ----- | --------------- | ----- |
|                         | PSD-CDS                        | 987   | 65,58 / 100,00  | 3,87  |
|                         | Partido Socialista             | 365   | 24,25 / 100,00  | 1,29  |
|                         | Coligação Democrática Unitária | 51    | 3,39 / 100,00   | 0,38  |
|                         | Bloco de Esquerda              | 31    | 2,06 / 100,00   | 0,43  |
| Votos Inválidos         | Votos Inválidos                | 71    | 4,72 / 100,00   | 2,63  |
| Total                   | Total                          | 1 505 | 100,00 / 100,00 |       |
| Eleitorado/Participação | Eleitorado/Participação        | 2 271 | 66,27 / 100,00  | 12,14 |

#### Bairro
| Partido                 | Partido                        | Votos | %               | +/-  |
| ----------------------- | ------------------------------ | ----- | --------------- | ---- |
|                         | PSD-CDS                        | 1 217 | 61,50 / 100,00  | 4,99 |
|                         | Partido Socialista             | 536   | 27,08 / 100,00  | 5,15 |
|                         | Coligação Democrática Unitária | 88    | 4,45 / 100,00   | 0,20 |
|                         | Bloco de Esquerda              | 49    | 2,48 / 100,00   | 1,24 |
| Votos Inválidos         | Votos Inválidos                | 89    | 4,50 / 100,00   | 1,61 |
| Total                   | Total                          | 1 979 | 100,00 / 100,00 |      |
| Eleitorado/Participação | Eleitorado/Participação        | 3 330 | 59,43 / 100,00  | 0,96 |

#### Brufe
| Partido                 | Partido                        | Votos | %               | +/-  |
| ----------------------- | ------------------------------ | ----- | --------------- | ---- |
|                         | PSD-CDS                        | 908   | 63,99 / 100,00  | 5,25 |
|                         | Partido Socialista             | 343   | 24,17 / 100,00  | 7,08 |
|                         | Coligação Democrática Unitária | 72    | 5,07 / 100,00   | 0,58 |
|                         | Bloco de Esquerda              | 38    | 2,68 / 100,00   | 0,11 |
| Votos Inválidos         | Votos Inválidos                | 58    | 4,09 / 100,00   | 2,53 |
| Total                   | Total                          | 1 419 | 100,00 / 100,00 |      |
| Eleitorado/Participação | Eleitorado/Participação        | 2 062 | 68,82 / 100,00  | 5,06 |

#### Carreira e Bente
| Partido                 | Partido                        | Votos | %               | +/-  |
| ----------------------- | ------------------------------ | ----- | --------------- | ---- |
|                         | PSD-CDS                        | 807   | 52,71 / 100,00  | 1,54 |
|                         | Partido Socialista             | 577   | 37,69 / 100,00  | 0,79 |
|                         | Coligação Democrática Unitária | 71    | 4,64 / 100,00   | 0,22 |
|                         | Bloco de Esquerda              | 19    | 1,24 / 100,00   | 1,30 |
| Votos Inválidos         | Votos Inválidos                | 57    | 3,72 / 100,00   | 2,27 |
| Total                   | Total                          | 1 531 | 100,00 / 100,00 |      |
| Eleitorado/Participação | Eleitorado/Participação        | 2 449 | 62,52 / 100,00  | 6,36 |

#### Castelões
| Partido                 | Partido                        | Votos | %               | +/-  |
| ----------------------- | ------------------------------ | ----- | --------------- | ---- |
|                         | Partido Socialista             | 578   | 49,44 / 100,00  | 4,02 |
|                         | PSD-CDS                        | 475   | 40,63 / 100,00  | 5,28 |
|                         | Coligação Democrática Unitária | 51    | 4,36 / 100,00   | 0,25 |
|                         | Bloco de Esquerda              | 19    | 1,63 / 100,00   | 2,30 |
| Votos Inválidos         | Votos Inválidos                | 46    | 3,94 / 100,00   | 1,29 |
| Total                   | Total                          | 1 169 | 100,00 / 100,00 |      |
| Eleitorado/Participação | Eleitorado/Participação        | 1 733 | 67,46 / 100,00  | 2,53 |

#### Cruz
| Partido                 | Partido                        | Votos | %               | +/-  |
| ----------------------- | ------------------------------ | ----- | --------------- | ---- |
|                         | PSD-CDS                        | 562   | 48,57 / 100,00  | 2,97 |
|                         | Partido Socialista             | 492   | 42,52 / 100,00  | 3,33 |
|                         | Coligação Democrática Unitária | 36    | 3,11 / 100,00   | 0,23 |
|                         | Bloco de Esquerda              | 21    | 1,82 / 100,00   | 0,15 |
| Votos Inválidos         | Votos Inválidos                | 46    | 3,98 / 100,00   | 0,04 |
| Total                   | Total                          | 1 157 | 100,00 / 100,00 |      |
| Eleitorado/Participação | Eleitorado/Participação        | 1 469 | 78,76 / 100,00  | 0,88 |

#### Delães
| Partido                 | Partido                        | Votos | %               | +/-  |
| ----------------------- | ------------------------------ | ----- | --------------- | ---- |
|                         | PSD-CDS                        | 936   | 42,66 / 100,00  | 3,63 |
|                         | Partido Socialista             | 866   | 39,47 / 100,00  | 0,98 |
|                         | Coligação Democrática Unitária | 178   | 8,11 / 100,00   | 2,93 |
|                         | Bloco de Esquerda              | 85    | 3,87 / 100,00   | 0,81 |
| Votos Inválidos         | Votos Inválidos                | 129   | 5,88 / 100,00   | 2,49 |
| Total                   | Total                          | 2 194 | 100,00 / 100,00 |      |
| Eleitorado/Participação | Eleitorado/Participação        | 3 727 | 58,87 / 100,00  | 6,77 |

#### Esmeriz e Cabeçudos
| Partido                 | Partido                        | Votos | %               | +/-  |
| ----------------------- | ------------------------------ | ----- | --------------- | ---- |
|                         | PSD-CDS                        | 1 477 | 67,63 / 100,00  | 0,54 |
|                         | Partido Socialista             | 485   | 22,21 / 100,00  | 1,64 |
|                         | Bloco de Esquerda              | 61    | 2,79 / 100,00   | 0,35 |
|                         | Coligação Democrática Unitária | 55    | 2,52 / 100,00   | 0,78 |
| Votos Inválidos         | Votos Inválidos                | 106   | 4,86 / 100,00   | 1,77 |
| Total                   | Total                          | 2 184 | 100,00 / 100,00 |      |
| Eleitorado/Participação | Eleitorado/Participação        | 3 132 | 69,73 / 100,00  | 0,84 |

#### Fradelos
| Partido                 | Partido                        | Votos | %               | +/-  |
| ----------------------- | ------------------------------ | ----- | --------------- | ---- |
|                         | PSD-CDS                        | 1 369 | 60,28 / 100,00  | 0,42 |
|                         | Partido Socialista             | 751   | 33,07 / 100,00  | 1,72 |
|                         | Coligação Democrática Unitária | 38    | 1,67 / 100,00   | 0,17 |
|                         | Bloco de Esquerda              | 22    | 0,97 / 100,00   | 1,04 |
| Votos Inválidos         | Votos Inválidos                | 91    | 4,01 / 100,00   | 2,17 |
| Total                   | Total                          | 2 271 | 100,00 / 100,00 |      |
| Eleitorado/Participação | Eleitorado/Participação        | 3 268 | 69,49 / 100,00  | 6,07 |

#### Gavião
| Partido                 | Partido                        | Votos | %               | +/-   |
| ----------------------- | ------------------------------ | ----- | --------------- | ----- |
|                         | PSD-CDS                        | 1 151 | 52,63 / 100,00  | 10,04 |
|                         | Partido Socialista             | 774   | 35,39 / 100,00  | 10,56 |
|                         | Coligação Democrática Unitária | 91    | 4,16 / 100,00   | 0,56  |
|                         | Bloco de Esquerda              | 53    | 2,42 / 100,00   | 1,03  |
| Votos Inválidos         | Votos Inválidos                | 118   | 5,40 / 100,00   | 2,12  |
| Total                   | Total                          | 2 187 | 100,00 / 100,00 |       |
| Eleitorado/Participação | Eleitorado/Participação        | 3 394 | 64,44 / 100,00  | 4,48  |

#### Gondifelos, Cavalões e Outiz
| Partido                 | Partido                        | Votos | %               | +/-  |
| ----------------------- | ------------------------------ | ----- | --------------- | ---- |
|                         | PSD-CDS                        | 1 678 | 59,15 / 100,00  | 0,35 |
|                         | Partido Socialista             | 884   | 31,16 / 100,00  | 3,38 |
|                         | Coligação Democrática Unitária | 86    | 3,03 / 100,00   | 1,04 |
|                         | Bloco de Esquerda              | 58    | 2,04 / 100,00   | 0,55 |
| Votos Inválidos         | Votos Inválidos                | 131   | 4,62 / 100,00   | 2,53 |
| Total                   | Total                          | 2 837 | 100,00 / 100,00 |      |
| Eleitorado/Participação | Eleitorado/Participação        | 4 383 | 64,73 / 100,00  | 9,16 |

#### Joane
| Partido                 | Partido                        | Votos | %               | +/-  |
| ----------------------- | ------------------------------ | ----- | --------------- | ---- |
|                         | Partido Socialista             | 2 120 | 46,31 / 100,00  | 1,52 |
|                         | PSD-CDS                        | 1 942 | 42,42 / 100,00  | 1,59 |
|                         | Coligação Democrática Unitária | 175   | 3,82 / 100,00   | 0,25 |
|                         | Bloco de Esquerda              | 125   | 2,73 / 100,00   | 2,74 |
| Votos Inválidos         | Votos Inválidos                | 216   | 4,72 / 100,00   | 2,56 |
| Total                   | Total                          | 4 578 | 100,00 / 100,00 |      |
| Eleitorado/Participação | Eleitorado/Participação        | 6 860 | 66,73 / 100,00  | 3,34 |

#### Landim
| Partido                 | Partido                        | Votos | %               | +/-  |
| ----------------------- | ------------------------------ | ----- | --------------- | ---- |
|                         | PSD-CDS                        | 782   | 44,56 / 100,00  | 7,65 |
|                         | Partido Socialista             | 778   | 44,33 / 100,00  | 6,49 |
|                         | Bloco de Esquerda              | 60    | 3,42 / 100,00   | 1,11 |
|                         | Coligação Democrática Unitária | 48    | 2,74 / 100,00   | 0,11 |
| Votos Inválidos         | Votos Inválidos                | 87    | 4,96 / 100,00   | 2,16 |
| Total                   | Total                          | 1 755 | 100,00 / 100,00 |      |
| Eleitorado/Participação | Eleitorado/Participação        | 2 760 | 63,59 / 100,00  | 2,55 |

#### Lemenhe, Mouquim e Jesufrei
| Partido                 | Partido                        | Votos | %               | +/-  |
| ----------------------- | ------------------------------ | ----- | --------------- | ---- |
|                         | PSD-CDS                        | 1 207 | 56,27 / 100,00  | 2,34 |
|                         | Partido Socialista             | 721   | 33,61 / 100,00  | 4,31 |
|                         | Bloco de Esquerda              | 52    | 2,42 / 100,00   | 0,78 |
|                         | Coligação Democrática Unitária | 47    | 2,19 / 100,00   | 0,29 |
| Votos Inválidos         | Votos Inválidos                | 118   | 5,50 / 100,00   | 3,03 |
| Total                   | Total                          | 2 145 | 100,00 / 100,00 |      |
| Eleitorado/Participação | Eleitorado/Participação        | 2 838 | 75,58 / 100,00  | 4,76 |

#### Louro
| Partido                 | Partido                        | Votos | %               | +/-  |
| ----------------------- | ------------------------------ | ----- | --------------- | ---- |
|                         | PSD-CDS                        | 816   | 53,93 / 100,00  | 5,95 |
|                         | Partido Socialista             | 572   | 37,81 / 100,00  | 7,37 |
|                         | Coligação Democrática Unitária | 39    | 2,58 / 100,00   | 1,03 |
|                         | Bloco de Esquerda              | 22    | 1,45 / 100,00   | 1,74 |
| Votos Inválidos         | Votos Inválidos                | 64    | 4,23 / 100,00   | 1,34 |
| Total                   | Total                          | 1 513 | 100,00 / 100,00 |      |
| Eleitorado/Participação | Eleitorado/Participação        | 1 963 | 77,08 / 100,00  | 0,85 |

#### Lousado
| Partido                 | Partido                        | Votos | %               | +/-   |
| ----------------------- | ------------------------------ | ----- | --------------- | ----- |
|                         | PSD-CDS                        | 1 331 | 57,12 / 100,00  | 13,67 |
|                         | Partido Socialista             | 722   | 30,99 / 100,00  | 10,06 |
|                         | Coligação Democrática Unitária | 126   | 5,41 / 100,00   | 1,92  |
|                         | Bloco de Esquerda              | 45    | 1,93 / 100,00   | 1,03  |
| Votos Inválidos         | Votos Inválidos                | 106   | 4,55 / 100,00   | 2,73  |
| Total                   | Total                          | 2 330 | 100,00 / 100,00 |       |
| Eleitorado/Participação | Eleitorado/Participação        | 3 446 | 67,61 / 100,00  | 6,61  |

#### Mogege
| Partido                 | Partido                        | Votos | %               | +/-  |
| ----------------------- | ------------------------------ | ----- | --------------- | ---- |
|                         | PSD-CDS                        | 660   | 52,51 / 100,00  | 2,20 |
|                         | Partido Socialista             | 479   | 38,11 / 100,00  | 7,27 |
|                         | Coligação Democrática Unitária | 58    | 4,61 / 100,00   | 1,38 |
|                         | Bloco de Esquerda              | 23    | 1,83 / 100,00   | 3,28 |
| Votos Inválidos         | Votos Inválidos                | 37    | 2,94 / 100,00   | 0,41 |
| Total                   | Total                          | 1 257 | 100,00 / 100,00 |      |
| Eleitorado/Participação | Eleitorado/Participação        | 1 760 | 71,42 / 100,00  | 3,70 |

#### Nine
| Partido                 | Partido                        | Votos | %               | +/-   |
| ----------------------- | ------------------------------ | ----- | --------------- | ----- |
|                         | PSD-CDS                        | 1 091 | 62,17 / 100,00  | 11,29 |
|                         | Partido Socialista             | 475   | 27,07 / 100,00  | 15,29 |
|                         | Coligação Democrática Unitária | 59    | 3,36 / 100,00   | 0,79  |
|                         | Bloco de Esquerda              | 30    | 1,71 / 100,00   | 0,21  |
| Votos Inválidos         | Votos Inválidos                | 100   | 5,70 / 100,00   | 3,02  |
| Total                   | Total                          | 1 755 | 100,00 / 100,00 |       |
| Eleitorado/Participação | Eleitorado/Participação        | 2 603 | 67,42 / 100,00  | 8,18  |

#### Oliveira Santa Maria
| Partido                 | Partido                        | Votos | %               | +/-  |
| ----------------------- | ------------------------------ | ----- | --------------- | ---- |
|                         | PSD-CDS                        | 1 103 | 54,20 / 100,00  | 0,09 |
|                         | Partido Socialista             | 561   | 27,57 / 100,00  | 1,68 |
|                         | Bloco de Esquerda              | 136   | 6,68 / 100,00   | 2,90 |
|                         | Coligação Democrática Unitária | 131   | 6,44 / 100,00   | 1,49 |
| Votos Inválidos         | Votos Inválidos                | 104   | 5,11 / 100,00   | 3,01 |
| Total                   | Total                          | 2 035 | 100,00 / 100,00 |      |
| Eleitorado/Participação | Eleitorado/Participação        | 3 264 | 62,35 / 100,00  | 4,50 |

#### Oliveira São Mateus
| Partido                 | Partido                        | Votos | %               | +/-  |
| ----------------------- | ------------------------------ | ----- | --------------- | ---- |
|                         | PSD-CDS                        | 617   | 41,00 / 100,00  | 0,69 |
|                         | Partido Socialista             | 522   | 34,68 / 100,00  | 1,12 |
|                         | Coligação Democrática Unitária | 258   | 17,14 / 100,00  | 2,58 |
|                         | Bloco de Esquerda              | 46    | 3,06 / 100,00   | 2,58 |
| Votos Inválidos         | Votos Inválidos                | 62    | 4,12 / 100,00   | 1,81 |
| Total                   | Total                          | 1 505 | 100,00 / 100,00 |      |
| Eleitorado/Participação | Eleitorado/Participação        | 2 432 | 61,88 / 100,00  | 4,71 |

#### Pedome
| Partido                 | Partido                        | Votos | %               | +/-  |
| ----------------------- | ------------------------------ | ----- | --------------- | ---- |
|                         | PSD-CDS                        | 612   | 46,50 / 100,00  | 2,36 |
|                         | Partido Socialista             | 523   | 39,74 / 100,00  | 5,52 |
|                         | Coligação Democrática Unitária | 111   | 8,43 / 100,00   | 0,62 |
|                         | Bloco de Esquerda              | 27    | 2,05 / 100,00   | 3,98 |
| Votos Inválidos         | Votos Inválidos                | 43    | 3,27 / 100,00   | 1,42 |
| Total                   | Total                          | 1 316 | 100,00 / 100,00 |      |
| Eleitorado/Participação | Eleitorado/Participação        | 2 080 | 63,27 / 100,00  | 2,57 |

#### Pousada de Saramagos
| Partido                 | Partido                        | Votos | %               | +/-  |
| ----------------------- | ------------------------------ | ----- | --------------- | ---- |
|                         | PSD-CDS                        | 773   | 57,05 / 100,00  | 1,01 |
|                         | Partido Socialista             | 423   | 31,22 / 100,00  | 1,24 |
|                         | Coligação Democrática Unitária | 62    | 4,58 / 100,00   | 0,89 |
|                         | Bloco de Esquerda              | 29    | 2,14 / 100,00   | 1,41 |
| Votos Inválidos         | Votos Inválidos                | 68    | 5,02 / 100,00   | 2,53 |
| Total                   | Total                          | 1 355 | 100,00 / 100,00 |      |
| Eleitorado/Participação | Eleitorado/Participação        | 2 025 | 66,91 / 100,00  | 4,60 |

#### Requião
| Partido                 | Partido                        | Votos | %               | +/-  |
| ----------------------- | ------------------------------ | ----- | --------------- | ---- |
|                         | PSD-CDS                        | 1 261 | 67,80 / 100,00  | 4,33 |
|                         | Partido Socialista             | 423   | 22,74 / 100,00  | 5,42 |
|                         | Coligação Democrática Unitária | 63    | 3,39 / 100,00   | 0,35 |
|                         | Bloco de Esquerda              | 40    | 2,15 / 100,00   | 0,94 |
| Votos Inválidos         | Votos Inválidos                | 73    | 3,93 / 100,00   | 1,70 |
| Total                   | Total                          | 1 860 | 100,00 / 100,00 |      |
| Eleitorado/Participação | Eleitorado/Participação        | 2 865 | 64,92 / 100,00  | 5,42 |

#### Riba de Ave
| Partido                 | Partido                        | Votos | %               | +/-  |
| ----------------------- | ------------------------------ | ----- | --------------- | ---- |
|                         | PSD-CDS                        | 748   | 37,42 / 100,00  | 2,41 |
|                         | Partido Socialista             | 701   | 35,07 / 100,00  | 0,85 |
|                         | Coligação Democrática Unitária | 348   | 17,41 / 100,00  | 1,60 |
|                         | Bloco de Esquerda              | 108   | 5,40 / 100,00   | 2,23 |
| Votos Inválidos         | Votos Inválidos                | 94    | 4,70 / 100,00   | 2,19 |
| Total                   | Total                          | 1 999 | 100,00 / 100,00 |      |
| Eleitorado/Participação | Eleitorado/Participação        | 3 199 | 62,49 / 100,00  | 5,16 |

#### Ribeirão
| Partido                 | Partido                        | Votos | %               | +/-  |
| ----------------------- | ------------------------------ | ----- | --------------- | ---- |
|                         | PSD-CDS                        | 3 496 | 73,48 / 100,00  | 2,84 |
|                         | Partido Socialista             | 816   | 17,15 / 100,00  | 0,49 |
|                         | Coligação Democrática Unitária | 130   | 2,73 / 100,00   | 0,97 |
|                         | Bloco de Esquerda              | 106   | 2,23 / 100,00   | 0,67 |
| Votos Inválidos         | Votos Inválidos                | 210   | 4,41 / 100,00   | 2,04 |
| Total                   | Total                          | 4 758 | 100,00 / 100,00 |      |
| Eleitorado/Participação | Eleitorado/Participação        | 7 532 | 63,17 / 100,00  | 9,30 |

#### Ruivães e Novais
| Partido                 | Partido                        | Votos | %               | +/-  |
| ----------------------- | ------------------------------ | ----- | --------------- | ---- |
|                         | PSD-CDS                        | 887   | 46,81 / 100,00  | 2,73 |
|                         | Partido Socialista             | 795   | 41,95 / 100,00  | 1,41 |
|                         | Coligação Democrática Unitária | 77    | 4,06 / 100,00   | 0,59 |
|                         | Bloco de Esquerda              | 39    | 2,06 / 100,00   | 1,85 |
| Votos Inválidos         | Votos Inválidos                | 97    | 5,12 / 100,00   | 2,58 |
| Total                   | Total                          | 1 895 | 100,00 / 100,00 |      |
| Eleitorado/Participação | Eleitorado/Participação        | 2 885 | 65,68 / 100,00  | 5,52 |

#### Seide
| Partido                 | Partido                        | Votos | %               | +/-  |
| ----------------------- | ------------------------------ | ----- | --------------- | ---- |
|                         | PSD-CDS                        | 630   | 62,07 / 100,00  | 6,07 |
|                         | Partido Socialista             | 282   | 27,78 / 100,00  | 9,52 |
|                         | Coligação Democrática Unitária | 30    | 2,96 / 100,00   | 1,10 |
|                         | Bloco de Esquerda              | 19    | 1,87 / 100,00   | 0,55 |
| Votos Inválidos         | Votos Inválidos                | 54    | 5,32 / 100,00   | 2,90 |
| Total                   | Total                          | 1 015 | 100,00 / 100,00 |      |
| Eleitorado/Participação | Eleitorado/Participação        | 1 441 | 70,44 / 100,00  | 4,26 |

#### Vale São Cosme, Telhado e Portela
| Partido                 | Partido                        | Votos | %               | +/-  |
| ----------------------- | ------------------------------ | ----- | --------------- | ---- |
|                         | PSD-CDS                        | 1 677 | 51,89 / 100,00  | 1,69 |
|                         | Partido Socialista             | 1 202 | 37,19 / 100,00  | 0,11 |
|                         | Coligação Democrática Unitária | 95    | 2,94 / 100,00   | 0,54 |
|                         | Bloco de Esquerda              | 72    | 2,23 / 100,00   | 0,43 |
| Votos Inválidos         | Votos Inválidos                | 186   | 5,75 / 100,00   | 2,77 |
| Total                   | Total                          | 3 232 | 100,00 / 100,00 |      |
| Eleitorado/Participação | Eleitorado/Participação        | 4 845 | 66,71 / 100,00  | 5,57 |

#### Vale São Martinho
| Partido                 | Partido                        | Votos | %               | +/-  |
| ----------------------- | ------------------------------ | ----- | --------------- | ---- |
|                         | PSD-CDS                        | 675   | 54,52 / 100,00  | 1,10 |
|                         | Partido Socialista             | 434   | 35,06 / 100,00  | 2,39 |
|                         | Coligação Democrática Unitária | 30    | 2,42 / 100,00   | 0,89 |
|                         | Bloco de Esquerda              | 25    | 2,02 / 100,00   | 2,43 |
| Votos Inválidos         | Votos Inválidos                | 74    | 5,97 / 100,00   | 2,82 |
| Total                   | Total                          | 1 238 | 100,00 / 100,00 |      |
| Eleitorado/Participação | Eleitorado/Participação        | 1 837 | 67,39 / 100,00  | 8,54 |

#### Vermoim
| Partido                 | Partido                        | Votos | %               | +/-  |
| ----------------------- | ------------------------------ | ----- | --------------- | ---- |
|                         | PSD-CDS                        | 858   | 48,97 / 100,00  | 2,08 |
|                         | Partido Socialista             | 686   | 39,16 / 100,00  | 2,02 |
|                         | Coligação Democrática Unitária | 105   | 5,99 / 100,00   | 0,28 |
|                         | Bloco de Esquerda              | 43    | 2,45 / 100,00   | 0,78 |
| Votos Inválidos         | Votos Inválidos                | 60    | 3,43 / 100,00   | 0,57 |
| Total                   | Total                          | 1 752 | 100,00 / 100,00 |      |
| Eleitorado/Participação | Eleitorado/Participação        | 2 710 | 64,65 / 100,00  | 6,21 |

#### Vila Nova de Famalicão e Calendário
| Partido                 | Partido                        | Votos  | %               | +/-   |
| ----------------------- | ------------------------------ | ------ | --------------- | ----- |
|                         | PSD-CDS                        | 5 141  | 52,08 / 100,00  | 29,03 |
|                         | Partido Socialista             | 3 156  | 31,97 / 100,00  | 15,19 |
|                         | Coligação Democrática Unitária | 512    | 5,19 / 100,00   | 27,07 |
|                         | Bloco de Esquerda              | 361    | 3,66 / 100,00   | 21,31 |
| Votos Inválidos         | Votos Inválidos                | 701    | 7,10 / 100,00   | 4,15  |
| Total                   | Total                          | 9 871  | 100,00 / 100,00 |       |
| Eleitorado/Participação | Eleitorado/Participação        | 17 437 | 56,61 / 100,00  | 5,61  |

#### Vilarinho das Cambas
| Partido                 | Partido                        | Votos | %               | +/-  |
| ----------------------- | ------------------------------ | ----- | --------------- | ---- |
|                         | PSD-CDS                        | 524   | 63,44 / 100,00  | 2,67 |
|                         | Partido Socialista             | 245   | 29,66 / 100,00  | 4,53 |
|                         | Coligação Democrática Unitária | 9     | 1,09 / 100,00   | 3,81 |
|                         | Bloco de Esquerda              | 6     | 0,73 / 100,00   | 2,11 |
| Votos Inválidos         | Votos Inválidos                | 42    | 5,08 / 100,00   | 4,05 |
| Total                   | Total                          | 826   | 100,00 / 100,00 |      |
| Eleitorado/Participação | Eleitorado/Participação        | 1 081 | 76,41 / 100,00  | 1,65 |

### Juntas de Freguesia

#### Antas e Abade de Vermoim
| Partido                 | Partido                                | Votos | %               | Votos   |
| ----------------------- | -------------------------------------- | ----- | --------------- | ------- |
|                         | PSD-CDS                                | 1 689 | 47,63 / 100,00  | 8 / 13  |
|                         | Partido Socialista                     | 1 039 | 29,30 / 100,00  | 4 / 13  |
|                         | Independentes Unidos por Antas e Abade | 388   | 10,94 / 100,00  | 1 / 13  |
|                         | Bloco de Esquerda                      | 108   | 3,05 / 100,00   | 0 / 13  |
|                         | Coligação Democrática Unitária         | 80    | 2,26 / 100,00   | 0 / 13  |
| Votos Inválidos         | Votos Inválidos                        | 242   | 6,82 / 100,00   |         |
| Total                   | Total                                  | 3 546 | 100,00 / 100,00 | 13 / 13 |
| Eleitorado/Participação | Eleitorado/Participação                | 5 867 | 60,44 / 100,00  |         |

#### Arnoso e Sezures
| Partido                 | Partido                        | Votos | %               | Votos |
| ----------------------- | ------------------------------ | ----- | --------------- | ----- |
|                         | Partido Socialista             | 1 080 | 44,94 / 100,00  | 5 / 9 |
|                         | PSD-CDS                        | 1 064 | 44,28 / 100,00  | 4 / 9 |
|                         | Coligação Democrática Unitária | 193   | 8,03 / 100,00   | 0 / 9 |
| Votos Inválidos         | Votos Inválidos                | 66    | 2,75 / 100,00   |       |
| Total                   | Total                          | 2 403 | 100,00 / 100,00 | 9 / 9 |
| Eleitorado/Participação | Eleitorado/Participação        | 3 180 | 75,57 / 100,00  |       |

#### Avidos e Lagoa
| Partido                 | Partido                        | Votos | %               | Votos |
| ----------------------- | ------------------------------ | ----- | --------------- | ----- |
|                         | PSD-CDS                        | 1 041 | 69,17 / 100,00  | 7 / 9 |
|                         | Partido Socialista             | 307   | 20,40 / 100,00  | 2 / 9 |
|                         | Coligação Democrática Unitária | 79    | 5,25 / 100,00   | 0 / 9 |
| Votos Inválidos         | Votos Inválidos                | 78    | 5,18 / 100,00   |       |
| Total                   | Total                          | 1 505 | 100,00 / 100,00 | 9 / 9 |
| Eleitorado/Participação | Eleitorado/Participação        | 2 271 | 66,27 / 100,00  |       |

#### Bairro
| Partido                 | Partido                        | Votos | %               | +/-   | Votos | +/-     |
| ----------------------- | ------------------------------ | ----- | --------------- | ----- | ----- | ------- |
|                         | PSD-CDS                        | 1 309 | 66,14 / 100,00  | 9,99  | 7 / 9 | 1       |
|                         | Partido Socialista             | 486   | 24,56 / 100,00  | 11,96 | 2 / 9 | 1       |
|                         | Coligação Democrática Unitária | 101   | 5,10 / 100,00   | 0,19  | 0 / 9 | Estável |
| Votos Inválidos         | Votos Inválidos                | 83    | 4,19 / 100,00   | 1,77  |       |         |
| Total                   | Total                          | 1 979 | 100,00 / 100,00 |       | 9 / 9 |         |
| Eleitorado/Participação | Eleitorado/Participação        | 3 330 | 59,43 / 100,00  | 0,96  |       |         |

#### Brufe
| Partido                 | Partido                        | Votos | %               | +/-  | Votos | +/-     |
| ----------------------- | ------------------------------ | ----- | --------------- | ---- | ----- | ------- |
|                         | PSD-CDS                        | 1 047 | 73,78 / 100,00  | 2,37 | 7 / 9 | 1       |
|                         | Partido Socialista             | 258   | 18,18 / 100,00  | 0,92 | 2 / 9 | 1       |
|                         | Coligação Democrática Unitária | 62    | 4,37 / 100,00   | 0,93 | 0 / 9 | Estável |
| Votos Inválidos         | Votos Inválidos                | 52    | 3,66 / 100,00   | 2,37 |       |         |
| Total                   | Total                          | 1 419 | 100,00 / 100,00 |      | 9 / 9 |         |
| Eleitorado/Participação | Eleitorado/Participação        | 2 062 | 68,82 / 100,00  | 5,06 |       |         |

#### Carreira e Bente
| Partido                 | Partido                        | Votos | %               | Votos |
| ----------------------- | ------------------------------ | ----- | --------------- | ----- |
|                         | PSD-CDS                        | 793   | 51,80 / 100,00  | 5 / 9 |
|                         | Partido Socialista             | 633   | 41,35 / 100,00  | 4 / 9 |
|                         | Coligação Democrática Unitária | 56    | 3,66 / 100,00   | 0 / 9 |
| Votos Inválidos         | Votos Inválidos                | 49    | 3,20 / 100,00   |       |
| Total                   | Total                          | 1 531 | 100,00 / 100,00 | 9 / 9 |
| Eleitorado/Participação | Eleitorado/Participação        | 2 449 | 62,52 / 100,00  |       |

#### Castelões
| Partido                 | Partido                        | Votos | %               | +/-  | Votos | +/-     |
| ----------------------- | ------------------------------ | ----- | --------------- | ---- | ----- | ------- |
|                         | Partido Socialista             | 743   | 63,50 / 100,00  | 7,98 | 6 / 9 | 1       |
|                         | PSD-CDS                        | 351   | 30,00 / 100,00  | 7,54 | 3 / 9 | 1       |
|                         | Coligação Democrática Unitária | 49    | 4,19 / 100,00   | 0,08 | 0 / 9 | Estável |
| Votos Inválidos         | Votos Inválidos                | 27    | 2,31 / 100,00   | 0,51 |       |         |
| Total                   | Total                          | 1 170 | 100,00 / 100,00 |      | 9 / 9 |         |
| Eleitorado/Participação | Eleitorado/Participação        | 1 733 | 67,51 / 100,00  | 2,48 |       |         |

#### Cruz
| Partido                 | Partido                        | Votos | %               | +/-  | Votos | +/-     |
| ----------------------- | ------------------------------ | ----- | --------------- | ---- | ----- | ------- |
|                         | Partido Socialista             | 652   | 56,35 / 100,00  | 8,71 | 5 / 9 | Estável |
|                         | PSD-CDS                        | 445   | 38,46 / 100,00  | 8,84 | 4 / 9 | Estável |
|                         | Coligação Democrática Unitária | 21    | 1,82 / 100,00   | 0,07 | 0 / 9 | Estável |
| Votos Inválidos         | Votos Inválidos                | 39    | 3,37 / 100,00   | 0,19 |       |         |
| Total                   | Total                          | 1 157 | 100,00 / 100,00 |      | 9 / 9 |         |
| Eleitorado/Participação | Eleitorado/Participação        | 1 469 | 78,76 / 100,00  | 0,95 |       |         |

#### Delães
| Partido                 | Partido                           | Votos | %               | +/-  | Votos | +/-     |
| ----------------------- | --------------------------------- | ----- | --------------- | ---- | ----- | ------- |
|                         | Movimento Independente por Delães | 1 569 | 71,51 / 100,00  | 0,02 | 7 / 9 | Estável |
|                         | Partido Socialista                | 453   | 20,65 / 100,00  | 3,30 | 2 / 9 | Estável |
|                         | Coligação Democrática Unitária    | 77    | 3,51 / 100,00   | 1,11 | 0 / 9 | Estável |
| Votos Inválidos         | Votos Inválidos                   | 95    | 4,33 / 100,00   | 2,22 |       |         |
| Total                   | Total                             | 2 194 | 100,00 / 100,00 |      | 9 / 9 |         |
| Eleitorado/Participação | Eleitorado/Participação           | 3 727 | 58,87 / 100,00  | 6,77 |       |         |

#### Esmeriz e Cabeçudos
| Partido                 | Partido                        | Votos | %               | Votos |
| ----------------------- | ------------------------------ | ----- | --------------- | ----- |
|                         | PSD-CDS                        | 1 401 | 64,15 / 100,00  | 6 / 9 |
|                         | União Independente Renovadora  | 613   | 28,07 / 100,00  | 3 / 9 |
|                         | Coligação Democrática Unitária | 58    | 2,66 / 100,00   | 0 / 9 |
| Votos Inválidos         | Votos Inválidos                | 112   | 5,13 / 100,00   |       |
| Total                   | Total                          | 2 184 | 100,00 / 100,00 | 9 / 9 |
| Eleitorado/Participação | Eleitorado/Participação        | 3 132 | 69,73 / 100,00  |       |

#### Fradelos
| Partido                 | Partido                        | Votos | %               | +/-  | Votos | +/-     |
| ----------------------- | ------------------------------ | ----- | --------------- | ---- | ----- | ------- |
|                         | PSD-CDS                        | 1 471 | 64,77 / 100,00  | 0,67 | 6 / 9 | Estável |
|                         | Partido Socialista             | 694   | 30,56 / 100,00  | 3,50 | 3 / 9 | Estável |
|                         | Coligação Democrática Unitária | 29    | 1,28 / 100,00   | 0,89 | 0 / 9 | Estável |
| Votos Inválidos         | Votos Inválidos                | 77    | 3,39 / 100,00   | 1,94 |       |         |
| Total                   | Total                          | 2 271 | 100,00 / 100,00 |      | 9 / 9 |         |
| Eleitorado/Participação | Eleitorado/Participação        | 3 268 | 69,49 / 100,00  | 6,07 |       |         |

#### Gavião
| Partido                 | Partido                        | Votos | %               | +/-   | Votos | +/-     |
| ----------------------- | ------------------------------ | ----- | --------------- | ----- | ----- | ------- |
|                         | Partido Socialista             | 1 009 | 46,14 / 100,00  | 14,77 | 5 / 9 | 1       |
|                         | PSD-CDS                        | 946   | 43,26 / 100,00  | -     | 4 / 9 | -       |
|                         | Coligação Democrática Unitária | 117   | 5,35 / 100,00   | 2,67  | 0 / 9 | Estável |
| Votos Inválidos         | Votos Inválidos                | 115   | 5,26 / 100,00   | 1.67  |       |         |
| Total                   | Total                          | 2 187 | 100,00 / 100,00 |       | 9 / 9 |         |
| Eleitorado/Participação | Eleitorado/Participação        | 3 394 | 64,44 / 100,00  | 4,28  |       |         |

#### Gondifelos, Cavalões e Outiz
| Partido                 | Partido                        | Votos | %               | Votos |
| ----------------------- | ------------------------------ | ----- | --------------- | ----- |
|                         | PSD-CDS                        | 1 590 | 56,05 / 100,00  | 6 / 9 |
|                         | Partido Socialista             | 1 011 | 35,64 / 100,00  | 3 / 9 |
|                         | Coligação Democrática Unitária | 66    | 2,33 / 100,00   | 0 / 9 |
| Votos Inválidos         | Votos Inválidos                | 170   | 5,99 / 100,00   |       |
| Total                   | Total                          | 2 837 | 100,00 / 100,00 | 9 / 9 |
| Eleitorado/Participação | Eleitorado/Participação        | 4 383 | 64,73 / 100,00  |       |

#### Joane
| Partido                 | Partido                        | Votos | %               | +/-  | Votos   | +/-     |
| ----------------------- | ------------------------------ | ----- | --------------- | ---- | ------- | ------- |
|                         | Partido Socialista             | 2 523 | 55,12 / 100,00  | 4,14 | 8 / 13  | 1       |
|                         | PSD-CDS                        | 1 664 | 36,36 / 100,00  | 3,33 | 5 / 13  | 1       |
|                         | Coligação Democrática Unitária | 186   | 4,06 / 100,00   | 1,61 | 0 / 13  | Estável |
| Votos Inválidos         | Votos Inválidos                | 204   | 4,46 / 100,00   | 1,77 |         |         |
| Total                   | Total                          | 4 577 | 100,00 / 100,00 |      | 13 / 13 |         |
| Eleitorado/Participação | Eleitorado/Participação        | 6 860 | 66,72 / 100,00  | 3,34 |         |         |

#### Landim
| Partido                 | Partido                        | Votos | %               | +/-   | Votos | +/-     |
| ----------------------- | ------------------------------ | ----- | --------------- | ----- | ----- | ------- |
|                         | Partido Socialista             | 1 074 | 61,20 / 100,00  | 14,64 | 6 / 9 | 2       |
|                         | PSD-CDS                        | 569   | 32,42 / 100,00  | 14,20 | 3 / 9 | 2       |
|                         | Coligação Democrática Unitária | 37    | 2,11 / 100,00   | 0,43  | 0 / 9 | Estável |
| Votos Inválidos         | Votos Inválidos                | 75    | 4,27 / 100,00   | 1,75  |       |         |
| Total                   | Total                          | 1 755 | 100,00 / 100,00 |       | 9 / 9 |         |
| Eleitorado/Participação | Eleitorado/Participação        | 2 760 | 63,59 / 100,00  | 2,55  |       |         |

#### Lemenhe, Mouquim e Jesufrei
| Partido                 | Partido                        | Votos | %               | Votos |
| ----------------------- | ------------------------------ | ----- | --------------- | ----- |
|                         | PSD-CDS                        | 1 162 | 54,17 / 100,00  | 5 / 9 |
|                         | Partido Socialista             | 821   | 38,28 / 100,00  | 4 / 9 |
|                         | Coligação Democrática Unitária | 49    | 2,28 / 100,00   | 0 / 9 |
| Votos Inválidos         | Votos Inválidos                | 113   | 5,27 / 100,00   |       |
| Total                   | Total                          | 2 145 | 100,00 / 100,00 | 9 / 9 |
| Eleitorado/Participação | Eleitorado/Participação        | 2 838 | 75,58 / 100,00  |       |

#### Louro
| Partido                 | Partido                        | Votos | %               | +/-   | Votos | +/-     |
| ----------------------- | ------------------------------ | ----- | --------------- | ----- | ----- | ------- |
|                         | Partido Socialista             | 734   | 48,51 / 100,00  | 26,45 | 5 / 9 | 3       |
|                         | PSD-CDS                        | 699   | 46,20 / 100,00  | 21,18 | 4 / 9 | 3       |
|                         | Coligação Democrática Unitária | 31    | 2,05 / 100,00   | 3,76  | 0 / 9 | Estável |
| Votos Inválidos         | Votos Inválidos                | 49    | 3,24 / 100,00   | 1,52  |       |         |
| Total                   | Total                          | 1 513 | 100,00 / 100,00 |       | 9 / 9 |         |
| Eleitorado/Participação | Eleitorado/Participação        | 1 963 | 77,08 / 100,00  | 0,85  |       |         |

#### Lousado
| Partido                 | Partido                        | Votos | %               | +/-   | Votos | +/-     |
| ----------------------- | ------------------------------ | ----- | --------------- | ----- | ----- | ------- |
|                         | PSD-CDS                        | 1 407 | 60,39 / 100,00  | 20,70 | 6 / 9 | 1       |
|                         | Partido Socialista             | 731   | 31,37 / 100,00  | 15,27 | 3 / 9 | 1       |
|                         | Coligação Democrática Unitária | 104   | 4,46 / 100,00   | 2,93  | 0 / 9 | Estável |
| Votos Inválidos         | Votos Inválidos                | 88    | 3,78 / 100,00   | 2,50  |       |         |
| Total                   | Total                          | 2 330 | 100,00 / 100,00 |       | 9 / 9 |         |
| Eleitorado/Participação | Eleitorado/Participação        | 3 446 | 67,61 / 100,00  | 7,40  |       |         |

#### Mogege
| Partido                 | Partido                        | Votos | %               | +/-   | Votos | +/-     |
| ----------------------- | ------------------------------ | ----- | --------------- | ----- | ----- | ------- |
|                         | Mogege no Rumo Certo           | 593   | 47,18 / 100,00  | Novo  | 5 / 9 | Novo    |
|                         | Partido Socialista             | 582   | 46,30 / 100,00  | 20,22 | 4 / 9 | 2       |
|                         | Coligação Democrática Unitária | 51    | 4,06 / 100,00   | 2,64  | 0 / 9 | Estável |
| Votos Inválidos         | Votos Inválidos                | 31    | 2,47 / 100,00   | 0,62  |       |         |
| Total                   | Total                          | 1 257 | 100,00 / 100,00 |       | 9 / 9 |         |
| Eleitorado/Participação | Eleitorado/Participação        | 1 760 | 71,42 / 100,00  | 3,70  |       |         |

#### Nine
| Partido                 | Partido                        | Votos | %               | +/-   | Votos | +/-     |
| ----------------------- | ------------------------------ | ----- | --------------- | ----- | ----- | ------- |
|                         | PSD-CDS                        | 1 222 | 69,63 / 100,00  | 12,74 | 7 / 9 | 2       |
|                         | Partido Socialista             | 373   | 21,25 / 100,00  | 17,20 | 2 / 9 | 2       |
|                         | Coligação Democrática Unitária | 66    | 3,76 / 100,00   | 2,26  | 0 / 9 | Estável |
| Votos Inválidos         | Votos Inválidos                | 94    | 5,35 / 100,00   | 2,19  |       |         |
| Total                   | Total                          | 1 755 | 100,00 / 100,00 |       | 9 / 9 |         |
| Eleitorado/Participação | Eleitorado/Participação        | 2 603 | 67,42 / 100,00  | 8,18  |       |         |

#### Oliveira Santa Maria
| Partido                 | Partido                        | Votos | %               | +/-  | Votos | +/-     |
| ----------------------- | ------------------------------ | ----- | --------------- | ---- | ----- | ------- |
|                         | PSD-CDS                        | 1 226 | 60,25 / 100,00  | 6,70 | 7 / 9 | 1       |
|                         | Partido Socialista             | 502   | 24,67 / 100,00  | 1,92 | 2 / 9 | Estável |
|                         | Bloco de Esquerda              | 126   | 6,19 / 100,00   | 3,34 | 0 / 9 | 1       |
|                         | Coligação Democrática Unitária | 106   | 5,21 / 100,00   | 1,47 | 0 / 9 | Estável |
| Votos Inválidos         | Votos Inválidos                | 75    | 3,68 / 100,00   | 1,77 |       |         |
| Total                   | Total                          | 2 035 | 100,00 / 100,00 |      | 9 / 9 |         |
| Eleitorado/Participação | Eleitorado/Participação        | 3 264 | 62,35 / 100,00  | 4,50 |       |         |

#### Oliveira São Mateus
| Partido                 | Partido                        | Votos | %               | +/-  | Votos | +/-     |
| ----------------------- | ------------------------------ | ----- | --------------- | ---- | ----- | ------- |
|                         | Cidadãos por São Mateus        | 649   | 43,12 / 100,00  | 8,33 | 4 / 9 | 1       |
|                         | Partido Socialista             | 441   | 29,30 / 100,00  | 6,51 | 3 / 9 | 1       |
|                         | Coligação Democrática Unitária | 357   | 23,72 / 100,00  | 0,20 | 2 / 9 | Estável |
| Votos Inválidos         | Votos Inválidos                | 58    | 3,85 / 100,00   | 1,61 |       |         |
| Total                   | Total                          | 1 505 | 100,00 / 100,00 |      | 9 / 9 |         |
| Eleitorado/Participação | Eleitorado/Participação        | 2 432 | 61,88 / 100,00  | 4,79 |       |         |

#### Pedome
| Partido                 | Partido                        | Votos | %               | +/-  | Votos | +/-     |
| ----------------------- | ------------------------------ | ----- | --------------- | ---- | ----- | ------- |
|                         | PSD-CDS                        | 665   | 50,53 / 100,00  | 3,48 | 5 / 9 | 1       |
|                         | Partido Socialista             | 498   | 37,84 / 100,00  | 7,23 | 4 / 9 | 1       |
|                         | Coligação Democrática Unitária | 114   | 8,66 / 100,00   | 0,12 | 0 / 9 | Estável |
| Votos Inválidos         | Votos Inválidos                | 39    | 2,96 / 100,00   | 0,97 |       |         |
| Total                   | Total                          | 1 316 | 100,00 / 100,00 |      | 9 / 9 |         |
| Eleitorado/Participação | Eleitorado/Participação        | 2 080 | 63,27 / 100,00  | 2,57 |       |         |

#### Pousada de Saramagos
| Partido                 | Partido                        | Votos | %               | +/-  | Votos | +/-     |
| ----------------------- | ------------------------------ | ----- | --------------- | ---- | ----- | ------- |
|                         | PSD-CDS                        | 951   | 70,18 / 100,00  | 1,71 | 7 / 9 | Estável |
|                         | Partido Socialista             | 299   | 22,07 / 100,00  | 3,85 | 2 / 9 | Estável |
|                         | Coligação Democrática Unitária | 55    | 4,06 / 100,00   | 0,13 | 0 / 9 | Estável |
| Votos Inválidos         | Votos Inválidos                | 50    | 3,69 / 100,00   | 2,27 |       |         |
| Total                   | Total                          | 1 355 | 100,00 / 100,00 |      | 9 / 9 |         |
| Eleitorado/Participação | Eleitorado/Participação        | 2 025 | 66,91 / 100,00  | 4,60 |       |         |

#### Requião
| Partido                 | Partido                        | Votos | %               | +/-  | Votos | +/-     |
| ----------------------- | ------------------------------ | ----- | --------------- | ---- | ----- | ------- |
|                         | PSD-CDS                        | 1 332 | 71,61 / 100,00  | 4,39 | 7 / 9 | Estável |
|                         | Partido Socialista             | 391   | 21,02 / 100,00  | 6,48 | 2 / 9 | Estável |
|                         | Coligação Democrática Unitária | 57    | 3,06 / 100,00   | 0,57 | 0 / 9 | Estável |
| Votos Inválidos         | Votos Inválidos                | 80    | 4,30 / 100,00   | 1,51 |       |         |
| Total                   | Total                          | 1 860 | 100,00 / 100,00 |      | 9 / 9 |         |
| Eleitorado/Participação | Eleitorado/Participação        | 2 865 | 64,92 / 100,00  | 5,42 |       |         |

#### Riba de Ave
| Partido                 | Partido                        | Votos | %               | +/-  | Votos | +/-     |
| ----------------------- | ------------------------------ | ----- | --------------- | ---- | ----- | ------- |
|                         | PSD-CDS                        | 792   | 39,62 / 100,00  | 2,75 | 4 / 9 | Estável |
|                         | Partido Socialista             | 680   | 34,02 / 100,00  | 3,04 | 4 / 9 | 1       |
|                         | Coligação Democrática Unitária | 326   | 16,31 / 100,00  | 6,91 | 1 / 9 | 1       |
|                         | Bloco de Esquerda              | 106   | 5,30 / 100,00   | 1,44 | 0 / 9 | Estável |
| Votos Inválidos         | Votos Inválidos                | 95    | 4,75 / 100,00   | 2,55 |       |         |
| Total                   | Total                          | 1 999 | 100,00 / 100,00 |      | 9 / 9 |         |
| Eleitorado/Participação | Eleitorado/Participação        | 3 199 | 62,49 / 100,00  | 5,16 |       |         |

#### Ribeirão
| Partido                 | Partido                        | Votos | %               | +/-  | Votos   | +/-     |
| ----------------------- | ------------------------------ | ----- | --------------- | ---- | ------- | ------- |
|                         | PSD-CDS                        | 3 477 | 73,05 / 100,00  | 5,80 | 11 / 13 | Estável |
|                         | Partido Socialista             | 914   | 19,20 / 100,00  | 3,51 | 2 / 13  | Estável |
|                         | Coligação Democrática Unitária | 152   | 3,19 / 100,00   | 1,93 | 0 / 13  | Estável |
| Votos Inválidos         | Votos Inválidos                | 217   | 4,56 / 100,00   | 2,52 |         |         |
| Total                   | Total                          | 4 760 | 100,00 / 100,00 |      | 13 / 13 |         |
| Eleitorado/Participação | Eleitorado/Participação        | 7 532 | 63,20 / 100,00  | 9,27 |         |         |

#### Ruivães e Novais
| Partido                 | Partido                        | Votos | %               | Votos |
| ----------------------- | ------------------------------ | ----- | --------------- | ----- |
|                         | PSD-CDS                        | 895   | 47,25 / 100,00  | 5 / 9 |
|                         | Partido Socialista             | 850   | 44,88 / 100,00  | 4 / 9 |
|                         | Coligação Democrática Unitária | 68    | 3,59 / 100,00   | 0 / 9 |
| Votos Inválidos         | Votos Inválidos                | 81    | 4,28 / 100,00   |       |
| Total                   | Total                          | 1 894 | 100,00 / 100,00 | 9 / 9 |
| Eleitorado/Participação | Eleitorado/Participação        | 2 885 | 65,65 / 100,00  |       |

#### Seide
| Partido                 | Partido                        | Votos | %               | Votos |
| ----------------------- | ------------------------------ | ----- | --------------- | ----- |
|                         | PSD-CDS                        | 670   | 66,01 / 100,00  | 6 / 9 |
|                         | Partido Socialista             | 294   | 28,97 / 100,00  | 3 / 9 |
|                         | Coligação Democrática Unitária | 11    | 1,08 / 100,00   | 0 / 9 |
| Votos Inválidos         | Votos Inválidos                | 40    | 3,94 / 100,00   |       |
| Total                   | Total                          | 1 015 | 100,00 / 100,00 | 9 / 9 |
| Eleitorado/Participação | Eleitorado/Participação        | 1 441 | 70,44 / 100,00  |       |

#### Vale São Cosme, Telhado e Portela
| Partido                 | Partido                        | Votos | %               | Votos |
| ----------------------- | ------------------------------ | ----- | --------------- | ----- |
|                         | Partido Socialista             | 1 605 | 49,54 / 100,00  | 5 / 9 |
|                         | PSD-CDS                        | 1 365 | 42,13 / 100,00  | 4 / 9 |
|                         | Coligação Democrática Unitária | 115   | 3,55 / 100,00   | 0 / 9 |
| Votos Inválidos         | Votos Inválidos                | 155   | 4,79 / 100,00   |       |
| Total                   | Total                          | 3 240 | 100,00 / 100,00 | 9 / 9 |
| Eleitorado/Participação | Eleitorado/Participação        | 4 845 | 66,87 / 100,00  |       |

#### Vale São Martinho
| Partido                 | Partido                        | Votos | %               | +/-  | Votos | +/-     |
| ----------------------- | ------------------------------ | ----- | --------------- | ---- | ----- | ------- |
|                         | PSD-CDS                        | 625   | 50,48 / 100,00  | 6,54 | 5 / 9 | Estável |
|                         | Partido Socialista             | 512   | 41,36 / 100,00  | 0,38 | 4 / 9 | Estável |
|                         | Coligação Democrática Unitária | 34    | 2,75 / 100,00   | -    | 0 / 9 | -       |
| Votos Inválidos         | Votos Inválidos                | 67    | 5,41 / 100,00   | 3,42 |       |         |
| Total                   | Total                          | 1 238 | 100,00 / 100,00 |      | 9 / 9 |         |
| Eleitorado/Participação | Eleitorado/Participação        | 1 837 | 67,39 / 100,00  | 8,54 |       |         |

#### Vermoim
| Partido                 | Partido                        | Votos | %               | +/-  | Votos | +/-     |
| ----------------------- | ------------------------------ | ----- | --------------- | ---- | ----- | ------- |
|                         | PSD-CDS                        | 832   | 47,49 / 100,00  | 7,58 | 5 / 9 | Estável |
|                         | Partido Socialista             | 757   | 43,21 / 100,00  | 5,89 | 4 / 9 | Estável |
|                         | Coligação Democrática Unitária | 104   | 5,94 / 100,00   | 0,21 | 0 / 9 | Estável |
| Votos Inválidos         | Votos Inválidos                | 59    | 3,37 / 100,00   | 1,92 |       |         |
| Total                   | Total                          | 1 752 | 100,00 / 100,00 |      | 9 / 9 |         |
| Eleitorado/Participação | Eleitorado/Participação        | 2 710 | 64,65 / 100,00  | 6,17 |       |         |

#### Vila Nova de Famalicão e Calendário
| Partido                 | Partido                        | Votos  | %               | Votos   |
| ----------------------- | ------------------------------ | ------ | --------------- | ------- |
|                         | PSD-CDS                        | 4 559  | 49,62 / 100,00  | 8 / 13  |
|                         | Partido Socialista             | 3 354  | 36,51 / 100,00  | 5 / 13  |
|                         | Coligação Democrática Unitária | 405    | 4,41 / 100,00   | 0 / 13  |
|                         | Bloco de Esquerda              | 248    | 2,70 / 100,00   | 0 / 13  |
| Votos Inválidos         | Votos Inválidos                | 621    | 6,76 / 100,00   |         |
| Total                   | Total                          | 9 187  | 100,00 / 100,00 | 13 / 13 |
| Eleitorado/Participação | Eleitorado/Participação        | 17 437 | 52,69 / 100,00  |         |

#### Vilarinho das Cambas
| Partido                 | Partido                        | Votos | %               | +/-   | Votos | +/- |
| ----------------------- | ------------------------------ | ----- | --------------- | ----- | ----- | --- |
|                         | PSD-CDS                        | 551   | 66,71 / 100,00  | 9,58  | 6 / 9 | 1   |
|                         | Partido Socialista             | 238   | 28,81 / 100,00  | -     | 3 / 9 | -   |
|                         | Coligação Democrática Unitária | 6     | 0,73 / 100,00   | 20,53 | 0 / 9 | 2   |
| Votos Inválidos         | Votos Inválidos                | 31    | 3,75 / 100,00   | 1,30  |       |     |
| Total                   | Total                          | 826   | 100,00 / 100,00 |       | 9 / 9 |     |
| Eleitorado/Participação | Eleitorado/Participação        | 1 081 | 76,41 / 100,00  | 1,65  |       |     |

#### Juntas antes e depois das Eleições
| Freguesia                           | 2009-2013   | 2009-2013          | 2009-2013      | 2013-2017 | 2013-2017          | 2013-2017      |
| ----------------------------------- | ----------- | ------------------ | -------------- | --------- | ------------------ | -------------- |
| Antas e Abade de Vermoim            | Não Existia | Não Existia        | Não Existia    |           | PSD-CDS            | 47,63 / 100,00 |
| Arnoso e Sezures                    | Não Existia | Não Existia        | Não Existia    |           | Partido Socialista | 44,94 / 100,00 |
| Avidos e Lagoa                      | Não Existia | Não Existia        | Não Existia    |           | PSD-CDS            | 69,17 / 100,00 |
| Bairro                              |             | PSD-CDS            | 56,15 / 100,00 |           | PSD-CDS            | 66,14 / 100,00 |
| Brufe                               |             | PSD-CDS            | 76,15 / 100,00 |           | PSD-CDS            | 73,78 / 100,00 |
| Carreira e Bente                    | Não Existia | Não Existia        | Não Existia    |           | PSD-CDS            | 51,80 / 100,00 |
| Castelões                           |             | Partido Socialista | 71,48 / 100,00 |           | Partido Socialista | 63,50 / 100,00 |
| Cruz                                |             | Partido Socialista | 47,64 / 100,00 |           | Partido Socialista | 56,35 / 100,00 |
| Delães                              |             | Grupo de Cidadãos  | 71,53 / 100,00 |           | Grupo de Cidadãos  | 71,51 / 100,00 |
| Esmeriz e Cabeçudos                 | Não Existia | Não Existia        | Não Existia    |           | PSD-CDS            | 64,15 / 100,00 |
| Fradelos                            |             | PSD-CDS            | 64,10 / 100,00 |           | PSD-CDS            | 64,77 / 100,00 |
| Gavião                              |             | Partido Socialista | 60,91 / 100,00 |           | Partido Socialista | 46,14 / 100,00 |
| Gondifelos, Cavalões e Outiz        | Não Existia | Não Existia        | Não Existia    |           | PSD-CDS            | 56,05 / 100,00 |
| Joane                               |             | Partido Socialista | 50,98 / 100,00 |           | Partido Socialista | 55,12 / 100,00 |
| Landim                              |             | PSD-CDS            | 46,62 / 100,00 |           | Partido Socialista | 61,20 / 100,00 |
| Lemenhe, Mouquim e Jesufrei         | Não Existia | Não Existia        | Não Existia    |           | PSD-CDS            | 54,17 / 100,00 |
| Louro                               |             | PSD-CDS            | 67,38 / 100,00 |           | Partido Socialista | 48,51 / 100,00 |
| Lousado                             |             | PSD-CDS            | 81,09 / 100,00 |           | PSD-CDS            | 60,39 / 100,00 |
| Mogege                              |             | Grupo de Cidadãos  | 64,14 / 100,00 |           | Grupo de Cidadãos  | 47,18 / 100,00 |
| Nine                                |             | PSD-CDS            | 56,89 / 100,00 |           | PSD-CDS            | 69,63 / 100,00 |
| Oliveira (Santa Maria)              |             | PSD-CDS            | 53,55 / 100,00 |           | PSD-CDS            | 60,25 / 100,00 |
| Oliveira (São Mateus)               |             | Grupo de Cidadãos  | 51,45 / 100,00 |           | Grupo de Cidadãos  | 43,12 / 100,00 |
| Pedome                              |             | PSD-CDS            | 54,01 / 100,00 |           | PSD-CDS            | 50,53 / 100,00 |
| Pousada de Saramagos                |             | PSD-CDS            | 68,47 / 100,00 |           | PSD-CDS            | 70,18 / 100,00 |
| Requião                             |             | PSD-CDS            | 67,22 / 100,00 |           | PSD-CDS            | 71,61 / 100,00 |
| Riba de Ave                         |             | PSD-CDS            | 36,87 / 100,00 |           | PSD-CDS            | 39,62 / 100,00 |
| Ribeirão                            |             | PSD-CDS            | 78,85 / 100,00 |           | PSD-CDS            | 73,05 / 100,00 |
| Ruivães e Novais                    | Não Existia | Não Existia        | Não Existia    |           | PSD-CDS            | 47,25 / 100,00 |
| Seide                               | Não Existia | Não Existia        | Não Existia    |           | PSD-CDS            | 66,01 / 100,00 |
| Vale (São Cosme), Telhado e Portela | Não Existia | Não Existia        | Não Existia    |           | Partido Socialista | 49,54 / 100,00 |
| Vale (São Martinho)                 |             | PSD-CDS            | 57,02 / 100,00 |           | PSD-CDS            | 50,48 / 100,00 |
| Vermoim                             |             | PSD-CDS            | 55,07 / 100,00 |           | PSD-CDS            | 47,49 / 100,00 |
| Vila Nova de Famalicão e Calendário | Não Existia | Não Existia        | Não Existia    |           | PSD-CDS            | 49,62 / 100,00 |
| Vilarinho das Cambas                |             | PSD-CDS            | 76,29 / 100,00 |           | PSD-CDS            | 66,71 / 100,00 |